# Marktkirche zum Heiligen Geist

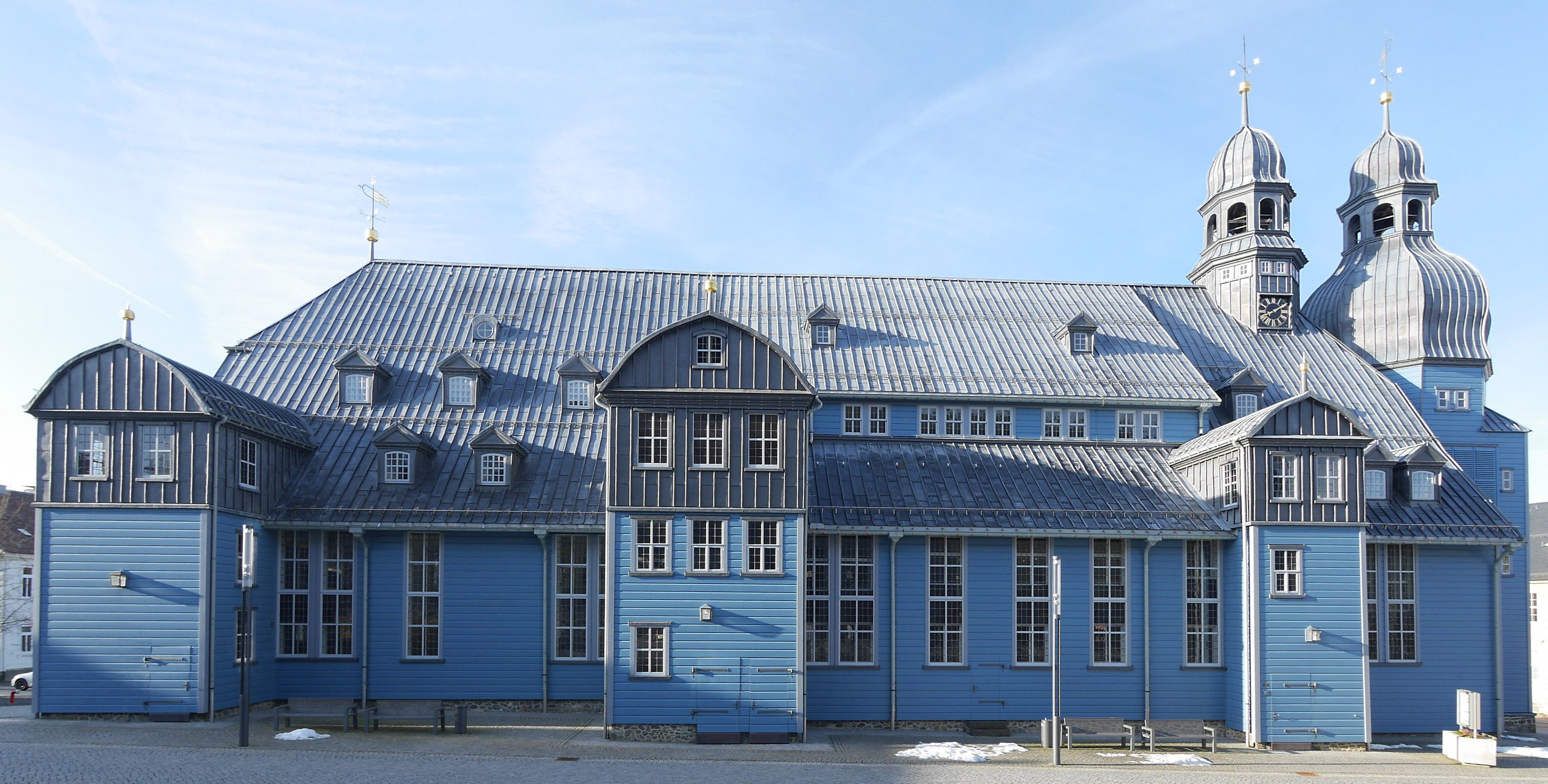
Ansicht von Norden

Die evangelisch-lutherische Marktkirche zum Heiligen Geist ist die historische Hauptkirche im Ortsteil Clausthal der Bergstadt Clausthal-Zellerfeld. Sie ist die größte Holzkirche Deutschlands und gehört durch ihre Architektur und Ausstattung zu den bedeutendsten Baudenkmälern des norddeutschen Barocks.

## Baubeschreibung

### Kirchengebäude
Die im Stil des Barock erbaute Kirche wurde ganz aus Eichen- und Fichtenholz erbaut und war 1642 fertiggestellt worden. Das als Hallenkirche erbaute Gebäude ist außen 57 m lang, 26 m breit und bietet Platz für etwa 1200 Besucher (Stand 2014). Der im Westen stehende Glockenturm ist 30 m hoch, unten ist der Turm quadratisch, oberhalb der Glockenstube hat dieser einen achteckigen Querschnitt. Oberhalb der Glockenstube (hinter den Schallluken) ist der Turm durch eine große Haube, Laterne und abschließende kleine Haube mit Turmkugel und Wetterfahne gedeckt. Hinter dem Glockenturm trägt das Dach einen Dachreiter, der als Uhrenturm dient und dessen Laterne und Haube der des Glockenturmes gleichen. In ihm sind auch die Schlagglocken für die Uhrzeit untergebracht. Die zwölf Fenster des Uhrenturmes stehen für die Stunden der Uhr.
Das Gebäude ist mit einem hölzernen Querbeschlag verkleidet und ist seit 2013 wieder in der ursprünglichen Farbe Blau gestrichen. Das Dach, der Glockenturm und der Dachreiter sowie die Hauben der Treppenhäuser sind mit Blei gedeckt. Die Fassade wird durch drei Treppenhäuser auf der nördlichen Seite und zwei auf der südlichen Seite unterbrochen. Das mittlere Treppenhaus der Nordseite diente als Sondereingang zur Loge des Berghauptmanns, östlich davon lag der Aufgang zur Orgel. Der Eingang zur Kirche liegt im nordwestlichen Treppenhaus.

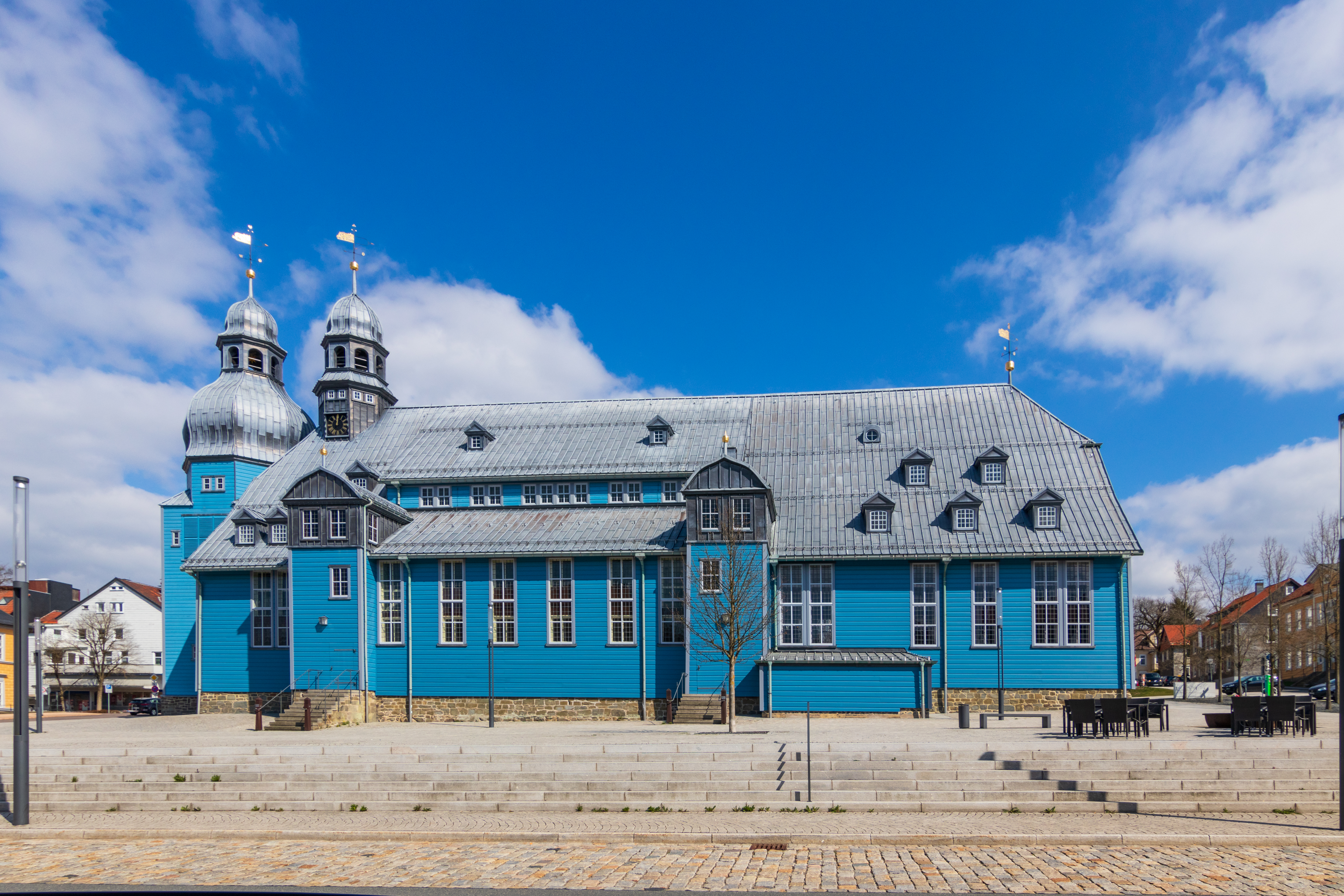
Ansicht von der Südseite
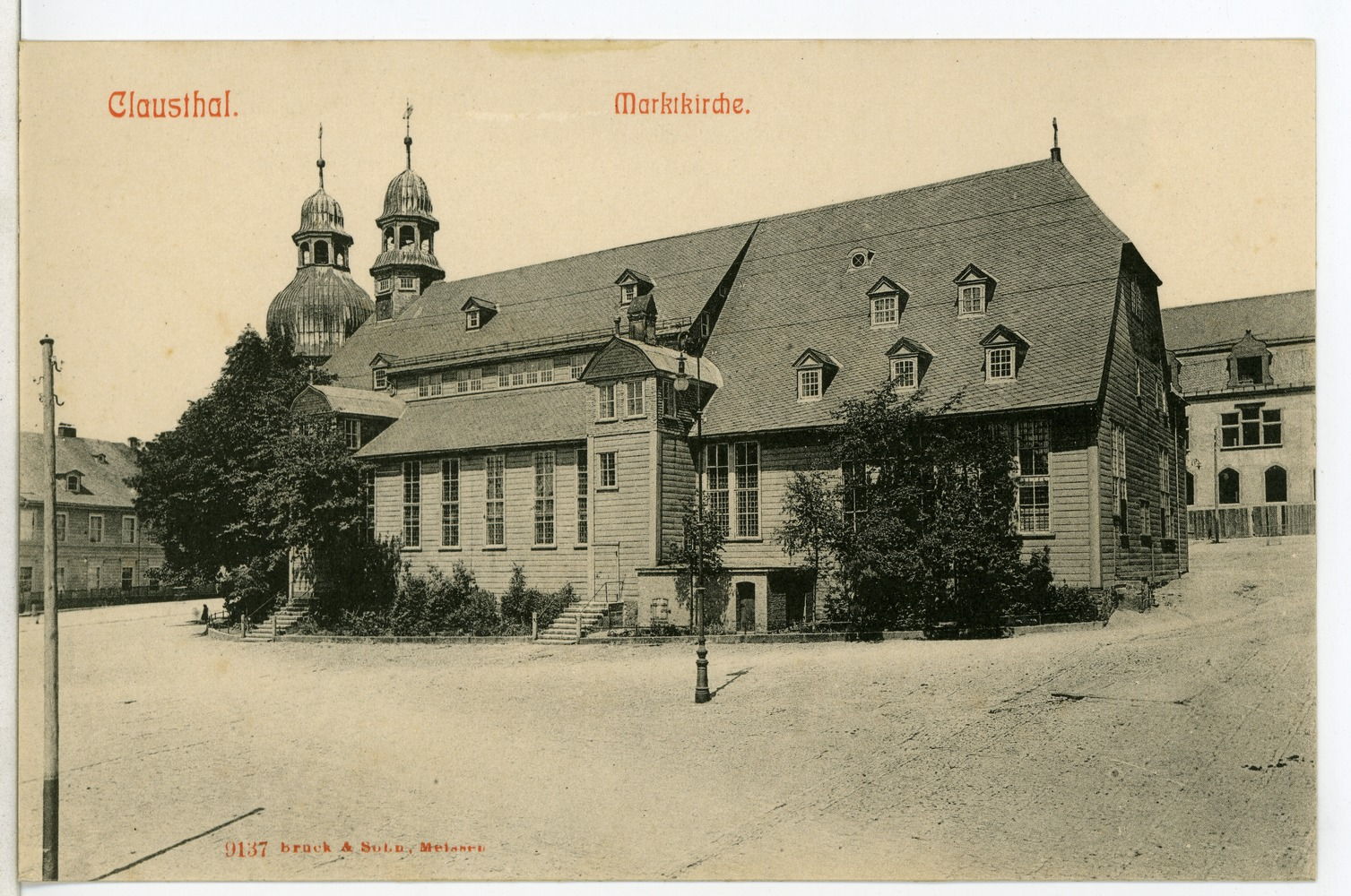
Ansicht von Südosten (1907)
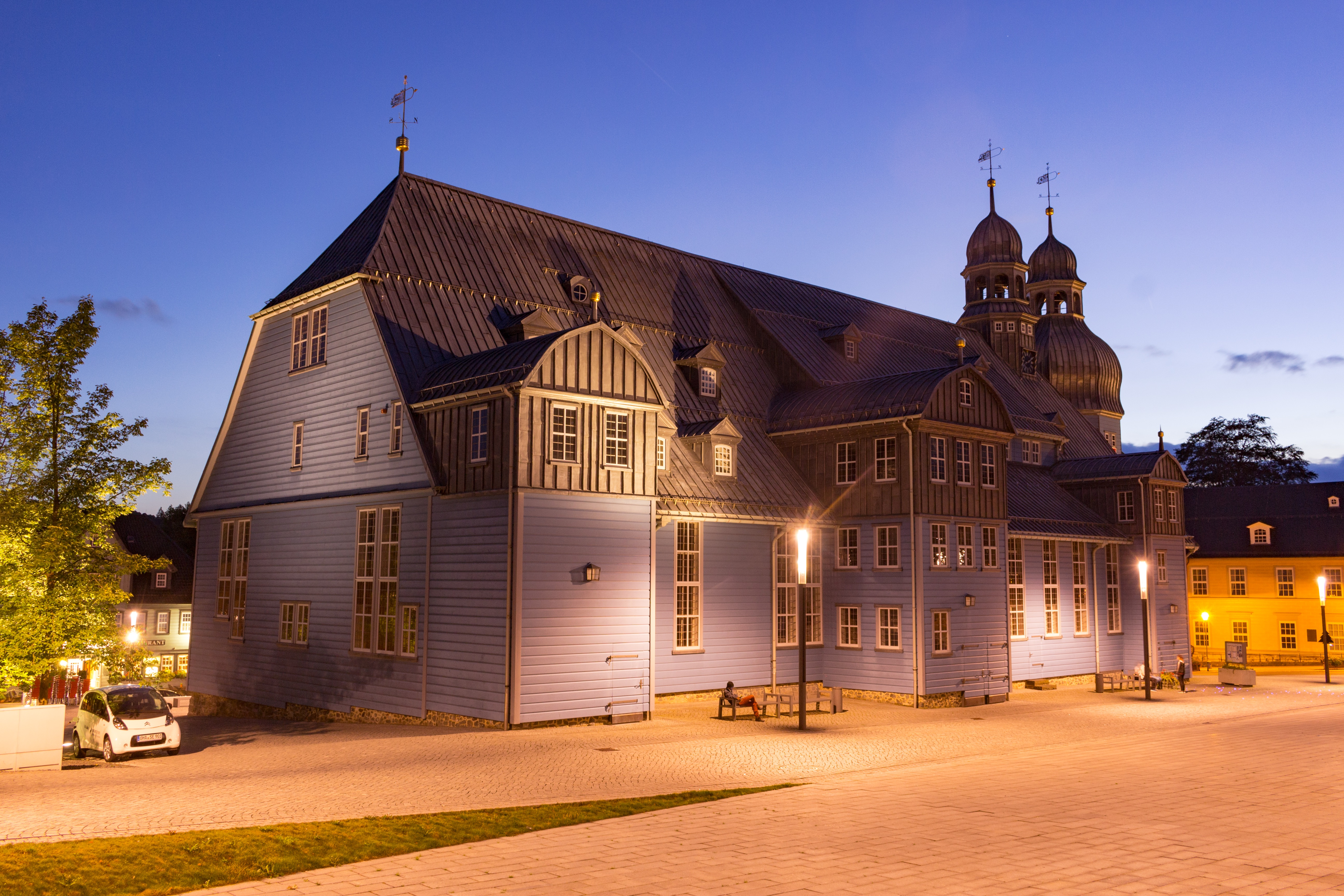
Ansicht von Nordosten
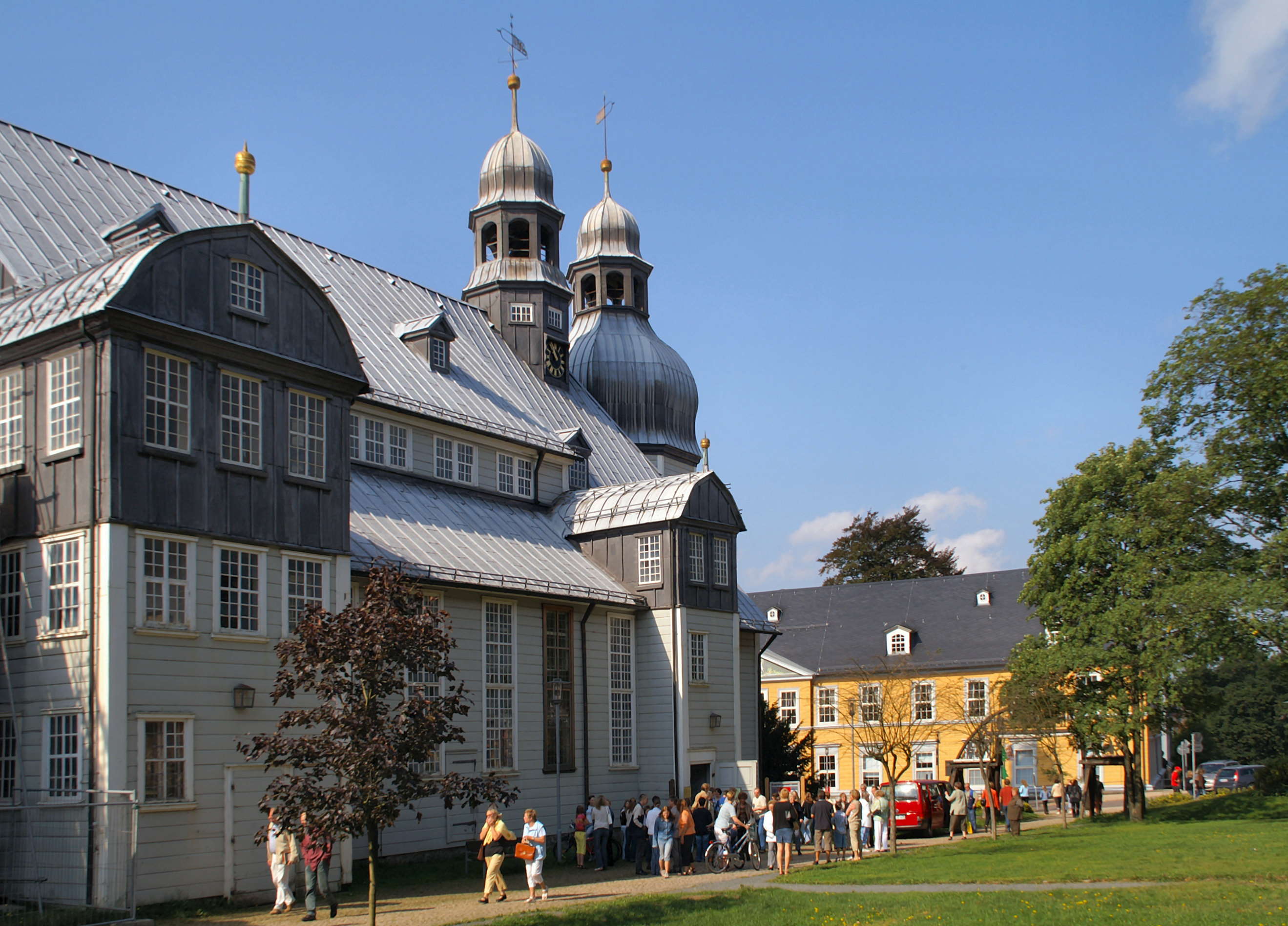
Kirche mit grauem Anstrich und bepflanztem Außengelände (2005)

### Farbanstriche der Fassade
Im Rahmen eines die 2001 begonnene Sanierung begleitenden „Forschungsprojektes Marktkirche zum Heiligen Geist“ wurde u. a. untersucht, welche Farbgebungen für die Fassade der Kirche gewählt worden waren. Die Auswertung der historischen Bauakten ergab, dass die Fassade beim Bau der Kirche zunächst in der natürlichen Farbe belassen wurde, das Holz erhielt lediglich einen Wetterschutz durch einen Leinölfirnis. Damit erreichte man, dass das Holz weiter trocknen konnte und ein späterer Farbanstrich nicht blättern würde. Den ersten Anstrich erhielt die Kirche dann 1655, damals wurden die Flächen in einem kräftigen Blau gestrichen, während die Rahmen und Profile weiß gestrichen waren.
Diese Farbgebung ergab sich zum einen aus der Untersuchung des Holzes. Zum anderen ließ diese sich durch Baurechnungen von 1695/96 belegen, die nach der Erweiterung der Kirche in den Jahren 1689/91 ausgestellt worden waren. Auch hier hatte man das Holz erst einige Jahre nur durch Leinöl geschützt. Für den Farbanstrich wurde dann eine Lieferung von 1,1 Zentnern Bleiweiß und einem Zentner „blaue Bercke“ verwendet (mit „blaue Bercke“ wurde damals das Azurit bzw. Bergblau bezeichnet), mit denen dann die Außenfläche des Erweiterungsbaues gestrichen wurde. Die Farbe Blau galt zur Bauzeit der Kirche als ein Symbol der „göttlichen Weisheit“, so gibt es im Alten Testament mehrere Stellen, die die blaue Farbe mit dem Thron Gottes in Verbindung bringen. In Buch Ezechiel (Ez 1,26 ) ist Blau die Farbe von Gottes Thron, in (Ez 10,1 ) steht der Thron auf blauem Grund. Andere Quellen vermuten, dass die Farbe Blau seinerzeit besonders teuer war und hier das Repräsentationsbedürfnis eine Rolle gespielt haben könnte.
Bei den Arbeiten von 1734/36 erhielt die Kirche einen neuen hellgrünen Außenanstrich, Fenster und Profile wurden grau gestrichen. Der Grund für den Wechsel der Farbe waren wohl die hohen Baukosten. Unvorhergesehene Reparaturmaßnahmen hatten es notwendig gemacht, an anderer Stelle Kosten einzusparen. Und da der blaue Farbstoff Azurit damals zu den teuersten Farben gehörte, wurde für den Außenanstrich stattdessen eine preiswertere Farbe verwendet. Im Jahre 1792 wurde berichtet, dass die Kirche außen mit Schiefer beschlagen sei. Dieser Behang wurde 1843 wieder entfernt und die Kirche wieder mit Holz verkleidet, das jetzt in einem dunklen Grau gestrichen wurde. Später erhielt die Kirche wechselnde Anstriche in Ockergelb und Grau. Seit September 2013 ist die Kirche wieder blau gestrichen.

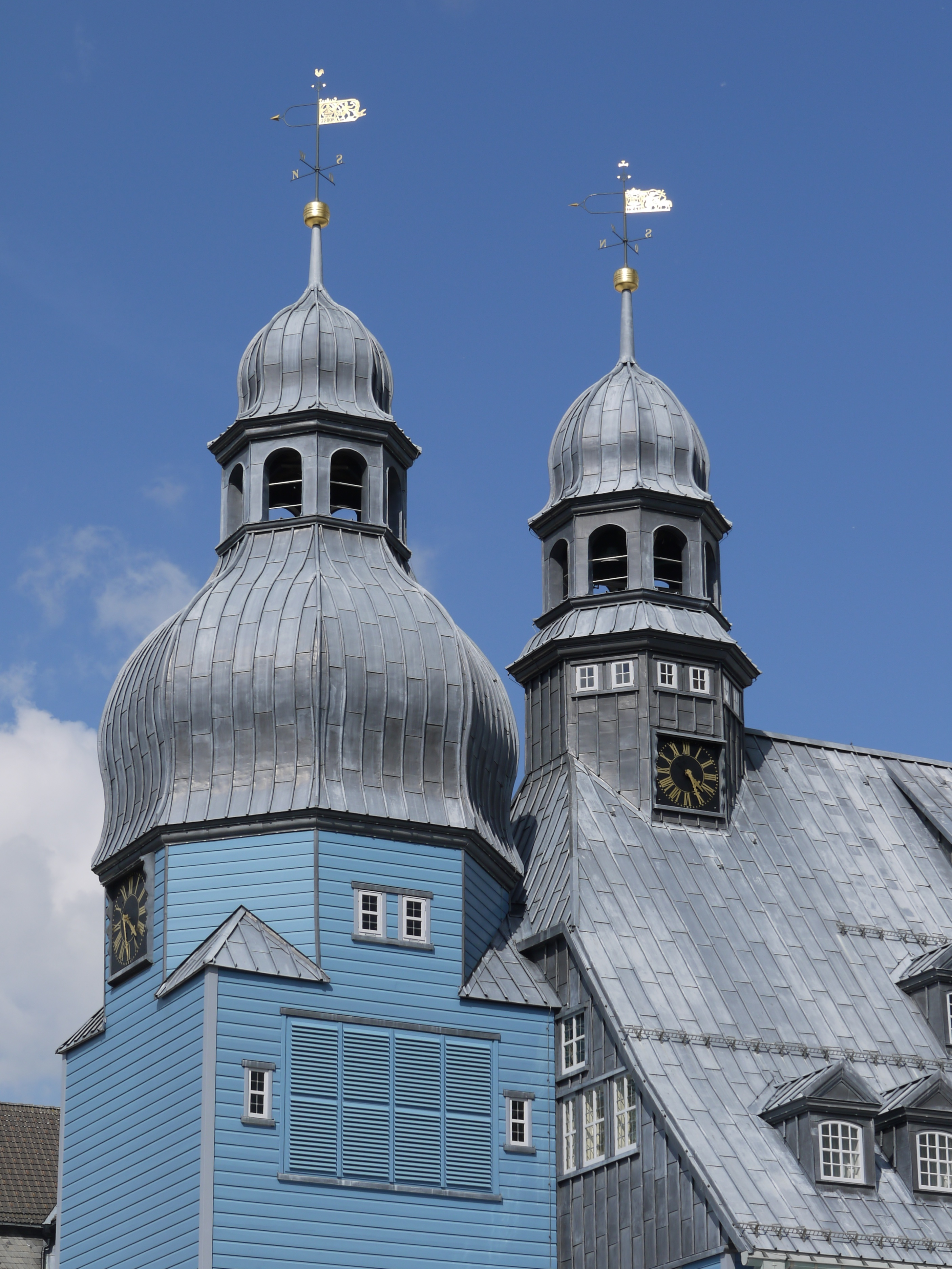
Glockenturm und Dachreiter mit Turmuhr

### Glocken
Die beim Brand der Vorgängerkirche zerstörten großen Kirchenglocken wurden 1636 in Einbeck umgegossen und 1637 im fertiggestellten Glockenturm aufgehängt. 1639 wurden aus Einbeck zwei weitere Glocken für die Marktkirche geliefert.
Eine Stundenglocke erhielt die Kirche 1660, diese wurde im Dachreiter (dem späteren Uhrenturm), aufgehängt. Es handelte sich um eine Schlagglocke, die von Hand geläutet wurde. Die Uhrzeit wurde damals von einer Sonnenuhr abgelesen, die an der Südseite des Glockenturmes angebracht war. Die große Glocke wurde 1792 erneuert. Ebenfalls erneuert wurden damals die Klöppel und der Aufhängemechanismus. Aus den Reparaturrechnungen dieser Zeit lässt sich entnehmen, dass die Glocken anfangs mit Seilen geläutet wurden, die Glöckner standen dazu auf einer Plattform im unteren Turmbereich. Später wurden Tretbretter an den Schwingen der Glocken angebracht, auf denen die Glöckner standen und mit denen die Glocken in Schwingung versetzt wurden. Seit 1952/54 übernehmen elektrische Läutemaschinen diese Arbeit.

### Turmuhr
Mit dem Umbau der Kirche von 1734/36 erhielt die Kirche eine mechanische Uhr, die im Dachreiter aufgestellt wurde. In diesem Dachreiter wurden auch die beiden Schlagglocken der Uhr aufgehängt, zu diesem Zweck wurde der Dachreiter abgebaut und größer wieder aufgebaut. Aus einer Zeichnung von 1783 geht hervor, dass neben den beiden Zifferblättern des Dachreiters an der zum Oberbergamt zeigenden Westseite des Glockenturmes ein drittes Zifferblatt angebracht war. Dieses war bei einer Sanierung um 1890 entfernt worden und wurde anlässlich der Reparatur des Glockenturmes 2008 erneuert.

### Außengelände
Der Platz um die Kirche war ursprünglich frei von Bäumen, um die zentrale Wirkung des Kirchenbaus zu unterstreichen. 1910 wurden ein Terrassengarten angelegt und Lindenbäume gepflanzt. Diese wurden anfangs kugelförmig geschnitten, später blieben die Bäume unbeschnitten. Seit der Renovierung 2010/13 wird der Platz um die Kirche wieder dem ursprünglichen Prinzip folgend frei gehalten.

## Geschichte der Marktkirche

### Vorgängerkirchen
Die erste Kirche auf dem Gebiet von Clausthal wurde zwischen 1570 und 1573 erbaut. Sie stand am Rande des heutigen Platzes An der Marktkirche an der Ecke von Adolf-Römer-Straße und Schulstraße. Da diese Kirche schon bald zu klein war, wurde zwischen 1610 und 1611 in unmittelbarer Nähe mitten auf dem Marktplatz eine neue Kirche gebaut. Es handelte sich um eine Holzkirche mit einem bleigedeckten Dach. Im Jahr 1632 wurde die Kirche durch den Goslarer Kunstmaler Daniel Lindemeyer ausgeschmückt, die Kosten dafür hatte die Bergbehörde übernommen. Lindemeyer schuf in den 55 Feldern des Deckengewölbes Bilder aus der Geschichte des Neuen Testaments. Er gestaltete auch den Altaraufsatz, auf dem er die Übergabe der Augsburgische Konfession 1530 an Kaiser Karl V. darstellte.

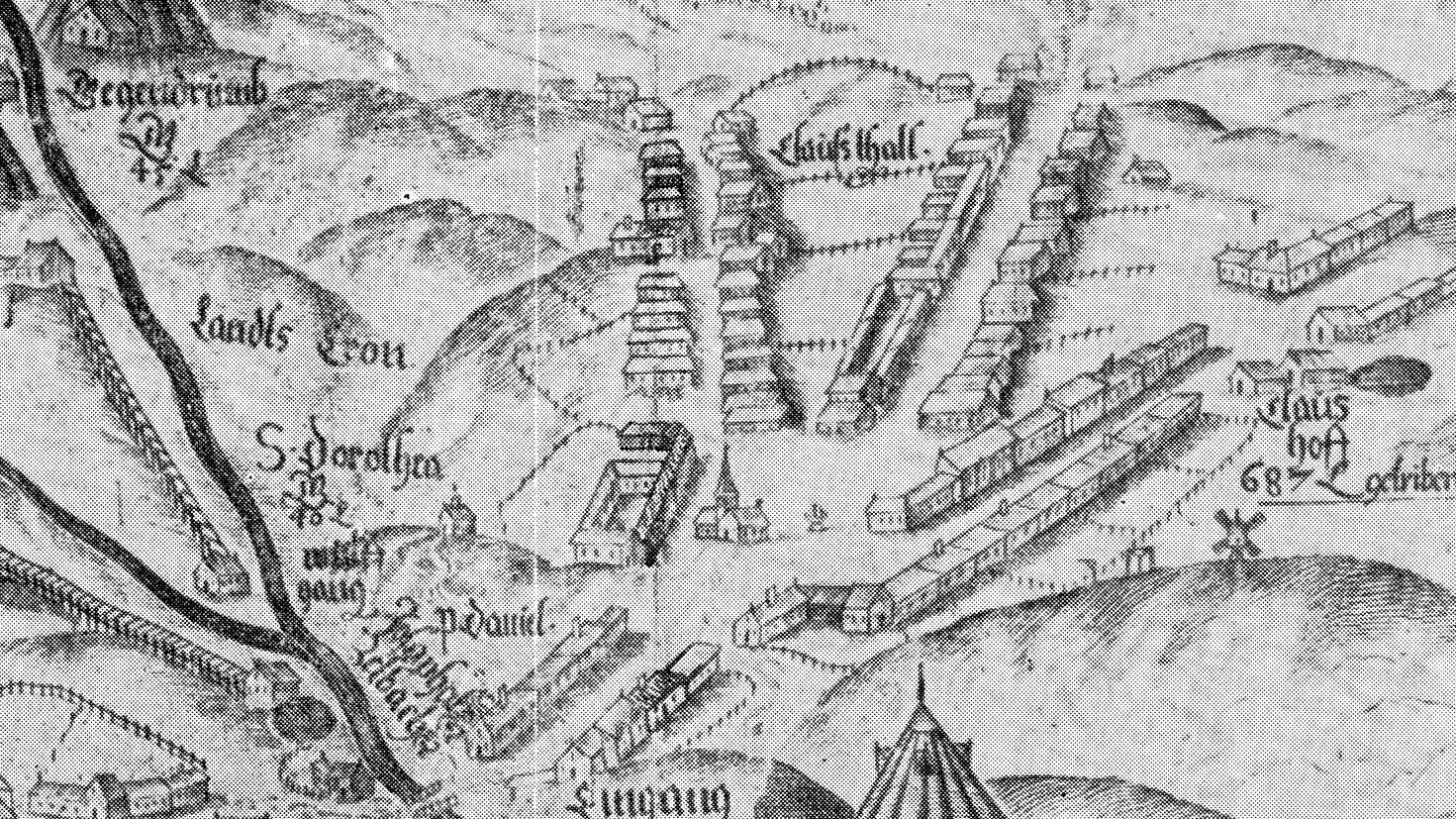
Clausthal 1606 mit der ersten Marktkirche (1573–1610)
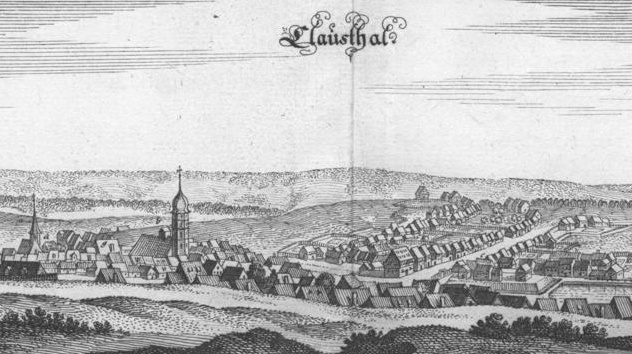
Clausthal um 1632 mit der zweiten Marktkirche (1611–1634)
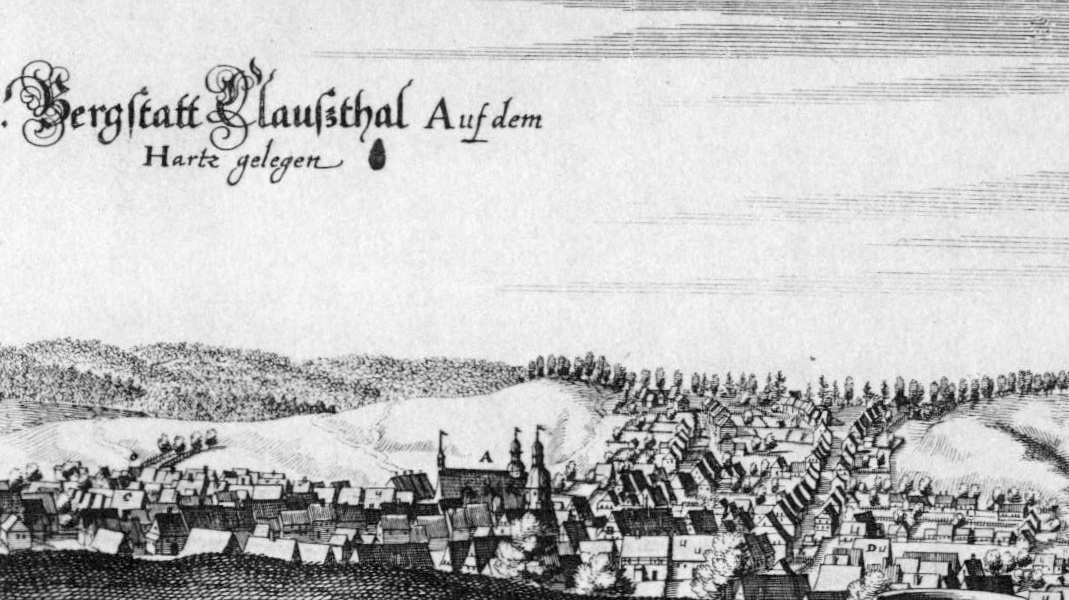
Clausthal um 1650 mit der heutigen Marktkirche (seit 1642)
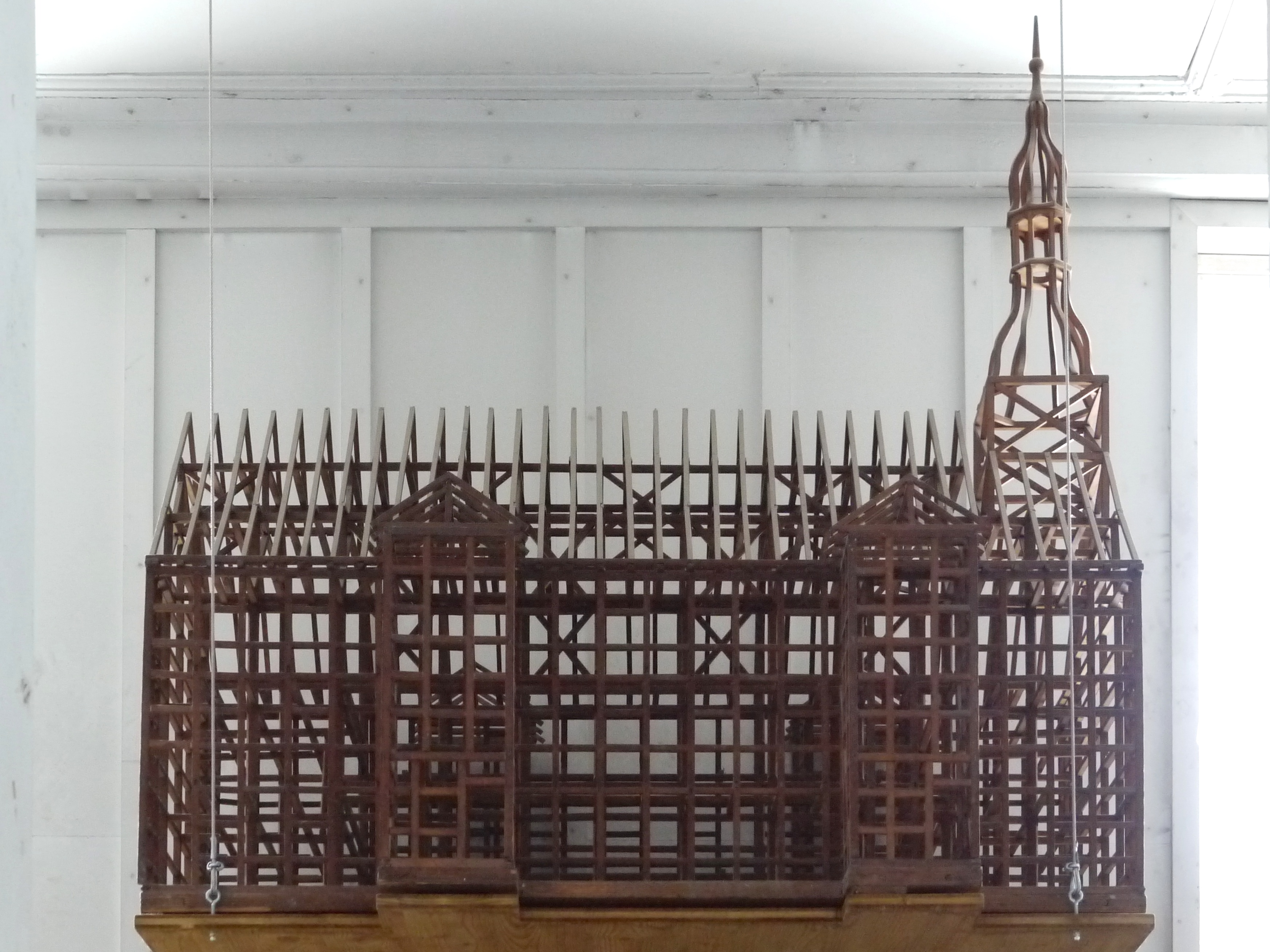
Modell der Gottesackerkirche (1744–1844)

Am 20. September 1634 wurden durch einen Großbrand mehr als ein Drittel aller Häuser Clausthals vernichtet. Neben 162 Wohnhäusern und ungezählten Nebengebäuden wurden das Rathaus, die Schule und die Marktkirche samt Pfarr- und Lehrhaus ein Opfer der Flammen. Um weiterhin Gottesdienste durchführen zu können, wurde die Kapelle des Clausthaler Friedhofs (heute Alter Friedhof östlich der Adolf-Römer-Straße) erweitert. Für den kleinen Glockenturm dieser Kapelle verkaufte die Gemeinde von St. Andreasberg eine ihrer Glocken nach Clausthal, so dass die Clausthaler weiterhin durch das tägliche Läuten informiert werden konnten. In dieser Gottesackerkirche wurden bis zur Fertigstellung der Marktkirche 1642 die Clausthaler Gottesdienste abgehalten. Als sie 1744 baufällig geworden war, wurde sie abgerissen und durch einen größeren Neubau ersetzt, so dass es in Clausthal jetzt zwei Gotteshäuser gab. Die Gottesackerkirche wurde am 15. September 1844 durch einen Großbrand zerstört und wurde danach nicht wieder aufgebaut.

### Bau der Kirche 1639 bis 1642
Für den Bau der Kirche war einerseits die Stadt Clausthal zuständig, andererseits aber auch die Bergbehörde. Für den Bergbau übernahmen damals die Kirchenglocken die Funktion einer „Schichtglocke“ (oftmals als „Anläuteglocke“ bezeichnet), mit denen die Bergleute sowohl eine Stunde vor Arbeitsbeginn geweckt wurden als auch über die Abläufe in den Bergwerken, wie Schichtbeginn und Schichtende sowie An- und Ausfahren, informiert werden konnten. Die Stadt war aber durch die Folgen des Brandes stark belastet, denn durch das Feuer war ein Drittel der Bevölkerung obdachlos geworden, überdies waren die Nahrungsvorräte verbrannt und mussten vordringlich neu beschafft werden. Anders war die Lage der Bergbehörde, denn diese verfügte trotz der Kriegszeiten (Dreißigjähriger Krieg) durch die gute Ertragslage der Bergwerke über genügend finanzielle Mittel, so dass diese zunächst den Glockenturm bauen ließ.
Als erstes wurden 1636 die durch den Brand zerstörten Glocken nach Einbeck gebracht, wo diese neu gegossen wurden. Nachdem das Holz für den Bau des Turmes im Dezember 1636 gefällt und der Bau anschließend auf dem Zimmerplatz vorgerichtet worden war, wurde im Frühjahr 1637 mit dem eigentlichen Bau des Glockenturmes begonnen. Am 12. September 1637 wurden der Turmknauf und die Wetterfahne aufgesetzt; der Glockenturm war damit fertiggestellt.
Der Grundstein für das Kirchenschiff wurde am 17. September 1639 gelegt, das Richtfest konnte am 16. Oktober 1640 gefeiert werden und die Einweihung der Kirche fand am Pfingstsonntag 1642 statt. Das für den Bau benötigte Fichtenholz stammt aus der Gegend von Altenau, welche seitdem den Namen Kirchholz trägt. Das im Fachwerkstil errichtete Gebäude war etwa 45 m lang und halb so breit, es wurde im Osten durch ein halbes Sechseck abgeschlossen, das den Altarraum aufnahm. Hinter dem Glockenturm trug das Dach einen Dachreiter mit einer etwas kleineren welschen Haube. In diesem hing die kleine Schichtglocke, mit der die Zeit angezeigt wurde. Ein zweiter Dachreiter mit Haube befand sich auf dem Ostgiebel, dieser war nach der Vergrößerung von 1689 nicht wieder aufgebaut worden. Jede der drei Hauben des Daches trug eine Wetterfahne, die für Gottvater, den Sohn und den Heiligen Geist standen und so die Dreieinigkeit Gottes symbolisierten. Auch die beiden Treppenhäuser trugen geschweifte Hauben.
Der Innenraum der Kirche ist eine dreischiffige Halle, deren Decke ein von hohen Stämmen getragenes hölzernes Tonnengewölbe bildet. An der Nord-, Süd- und Westseite war eine Reihe Emporen angebracht. Decke und Wände waren holzsichtig gestrichen, erst 1734 erhielten diese einen hellen Farbanstrich. Die Kirche bot nach dem Bau etwa 1000 Besuchern Platz, die Sitzplätze befanden sich auf und unter den Emporen, das mittlere Kirchenschiff blieb frei. Der Altar stand im nahezu halbrunden Chor im Ostteil der Kirche. Die Orgel stand gegenüber auf der westlichen Empore, gleich hinter dem Glockenturm.

### Renovierungen und Umbauten

#### Vergrößerung 1689 bis 1691
Ursprünglich war das Gebäude 45 m lang und 22,5 m breit. Aber schon 50 Jahre nach Baubeginn war die Kirche für die stark angewachsene Kirchengemeinde (zwischen 1637 und 1687 von 3000 auf 6000 Einwohner) zu klein geworden. Die Kirche wurde daher zwischen 1689 und 1691 nach Osten hin um 12 Meter verlängert. Zusätzlich wurden die Außenwände weiter hinausgeschoben und es wurde oberhalb der bisherigen Empore eine zweite Empore eingebaut. Durch diesen Umbau wurden etwa 1200 neue Plätze geschaffen, so dass die Kirche jetzt Platz für 2200 Besucher bot. Mit der Verlängerung der Kirche wurde auch an der Ostwand eine Empore angebracht. Hierhin wurde die Orgel umgesetzt, die zuvor auf der Westempore hinter dem Glockenturm stand.
Anfänglich hatte das Gebäude nur zwei Treppenhäuser, je eines an der Nord- und der Südseite. Mit der Schaffung einer zweiten Empore wurde die Anzahl der Treppenhäuser auf fünf erhöht.

#### Umbauten 1734 bis 1736
Zu dieser Zeit waren Teile des Dachstuhls verrottet und mussten ersetzt werden. Um die Kosten für diese und die weiteren Umbauten zu decken, entschloss man sich, das Bleidach durch ein Schieferdach zu ersetzen. Mit dem Erlös aus dem Verkauf des Bleis konnte damals ein großer Teil der Rechnungen für die Reparaturen beglichen werden. Erst 1981 erhielt die Kirche wieder ein Bleidach.
Auch der Glockenturm wies umfangreiche Schäden auf, speziell die Tragekonstruktion für das Geläut war durch die Schwingungen der Glocken instabil geworden. Zur Reparatur musste zunächst die gesamte Haube des Turmes abgebaut werden, danach konnten die Holzkonstruktion des Glockenturms und das Tragwerk für die Glocken erneuert werden. Zur Verbesserung der Statik wurde die Konstruktion verstärkt und zur Dämpfung der durch das Läuten verursachten Schwingungen verband man das Glockengerüst mit dem Fachwerk des Turmes. Durch diesen Baufehler, den man damals nicht erkannte, wurden die Schwingungen nun auf den Glockenturm übertragen, was letztendlich zu einer Schädigung des gesamten Turmes führte. Ähnliche Fehler wurden auch bei späteren Reparaturen gemacht, was dazu führte, dass der Glockenturm 2006 wegen Einsturzgefahr notabgestützt werden musste und nachfolgend abgebaut und vollständig überholt wurde.
Die Uhrzeit wurde bis dahin durch eine Sonnenuhr an der Südseite des Glockenturmes angezeigt. An Stelle dieser wurde jetzt eine mechanische Uhr in den Dachreiter hinter dem Glockenturm eingesetzt, die auch die Schlagglocken steuerte. Zu diesem Zweck wurde der Dachreiter hinter dem Glockenturm abgerissen und durch einen größeren ersetzt, der jetzt die gleichen Abmessungen wie die Haube des Glockenturmes erhielt.
Die fünf Treppentürme, die den Zugang zu den Emporen ermöglichen, hatten ursprünglich geschweifte Hauben, ähnlich der des Glockenturmes. Diese erhielten jetzt nach dem Vorbild der Zellerfelder Kirche neue Hauben in Form spitzbogiger Tonnendächer. Die Wendeltreppen in den Treppentürmen wurden durch breitere Aufgänge ersetzt.
Im Inneren erhielt die Kirche einen neuen Anstrich in hellen Farben. Bis dahin waren Decke und Wände in dunklen Holzfarben gehalten. Da die ebenfalls holzsichtig gehaltene Ausstattung der Kirche zum neuen Anstrich nicht gepasst hätte, wurden Altar, Kanzel und Taufbrunnen im Stil der Renaissance in den Hauptfarben Gold, Alabaster, Purpur und Blau bemalt. Diese Farbgebung wurde bis heute beibehalten.

#### Umbauten ab Mitte des 18. Jahrhunderts
Um im Innenraum der Kirche bessere Lichtverhältnisse zu schaffen, wurden 1843/44 in das Dach große Gauben (Mansardenfenster) eingebaut. Bis dahin waren im Dach kleine runde Fenster angebracht, die sogenannten „Ochsenaugen“, durch die nur wenig Licht einfiel. Während der Bauzeit fanden die Gottesdienste in der benachbarten Gottesackerkirche statt. Kurz nach Beendigung der Bauarbeiten und der Wiedereröffnung der Marktkirche wurde die Clausthaler Gottesackerkirche bei einem Großbrand am 15. September 1844 zerstört, sie wurde danach nicht wieder aufgebaut.

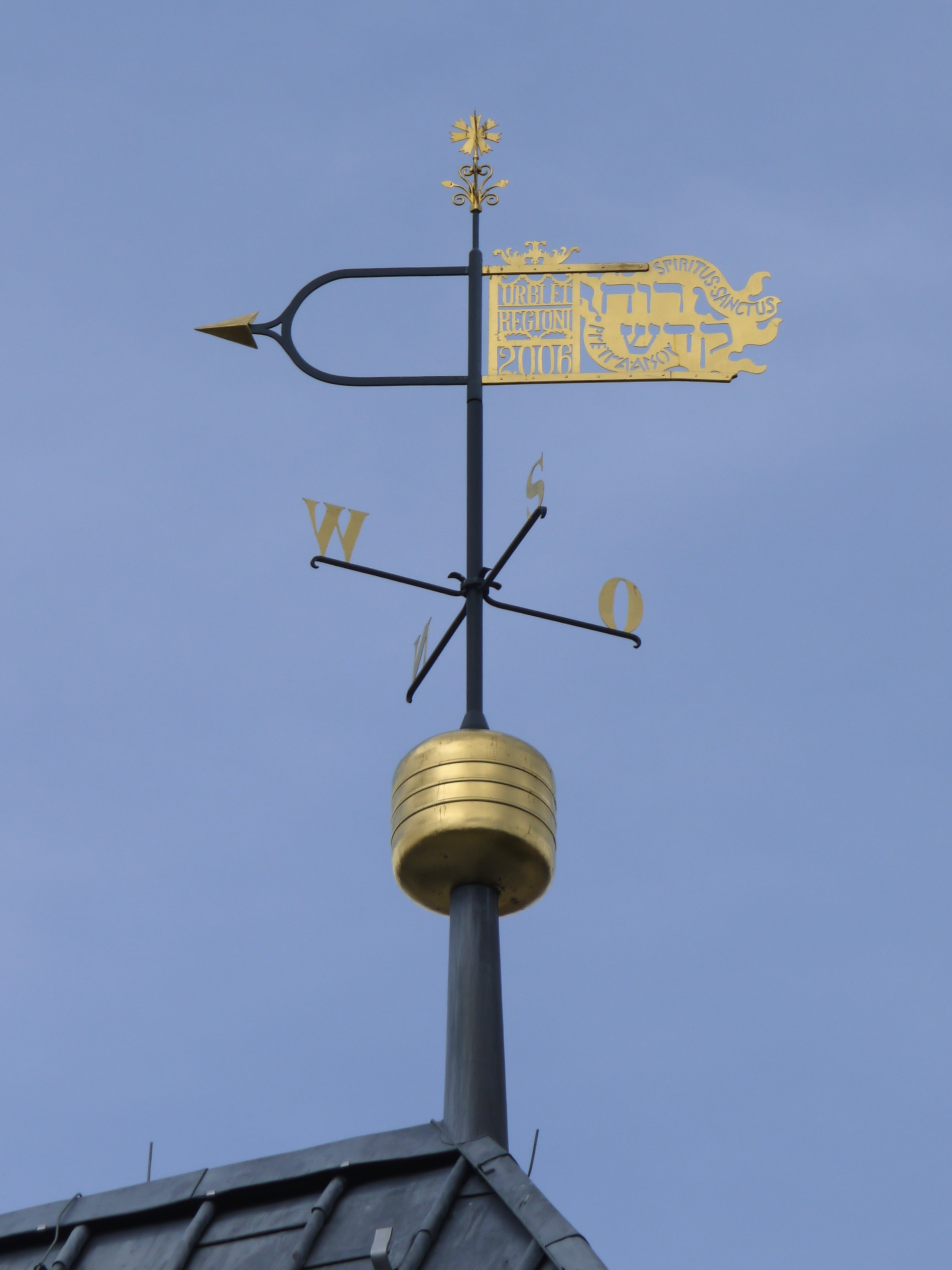
Wetterfahne am Ostdach (Heiliger Geist)

In den 1860er Jahren mussten die drei Wetterfahnen ersetzt werden, da diese stark verrostet waren. Ungeachtet der ursprünglichen Symbolik, nach der die Fahnen für die Dreieinigkeit Gottes standen, wurde die östliche Fahne durch ein Kreuz ersetzt. Erst 2006 wurde hier wieder eine dritte Wetterfahne aufgesetzt. Diese zeigt im linken bekrönten Rechteck den Segen „URBI ET REGIONI“ („der Stadt und der Region“) und die Jahreszahl 2006. Der rechte Teil des Fahnenblattes, das in einer Flamme endet, trägt die Worte „Heiliger Geist“ in den drei Sprachen Hebräisch (רוח קדש), Griechisch (πνεῦμα αγιον) und Latein (spiritus sanctus).
Nach 1844 wurde die erstmals 1783 installierte Blitzableiteranlage ersetzt, die Kirche erhielt eine elektrische Beleuchtung und später eine neue Heizung. Im Zweiten Weltkrieg hatte die Kirche nur geringe Schäden erlitten. Zwischen 1952 und 1965 wurde die Kirche innen renoviert, die Bleiabdeckung des Turmes und der Dachreiter wurde erneuert und das Dach wurde mit Schiefer neu gedeckt. Die Anläuteglocke wurde ersetzt und es wurde eine elektrische Läutevorrichtung eingebaut. Unter der westlichen Empore wurde 1974 eine Winterkirche geschaffen, die Platz für etwa 120 Besucher bietet. Im folgenden Jahr wurde das Orgelwerk unter Beibehaltung des Prospektes von 1758 ersetzt.

#### Sanierung Außenbau 2001 bis 2013

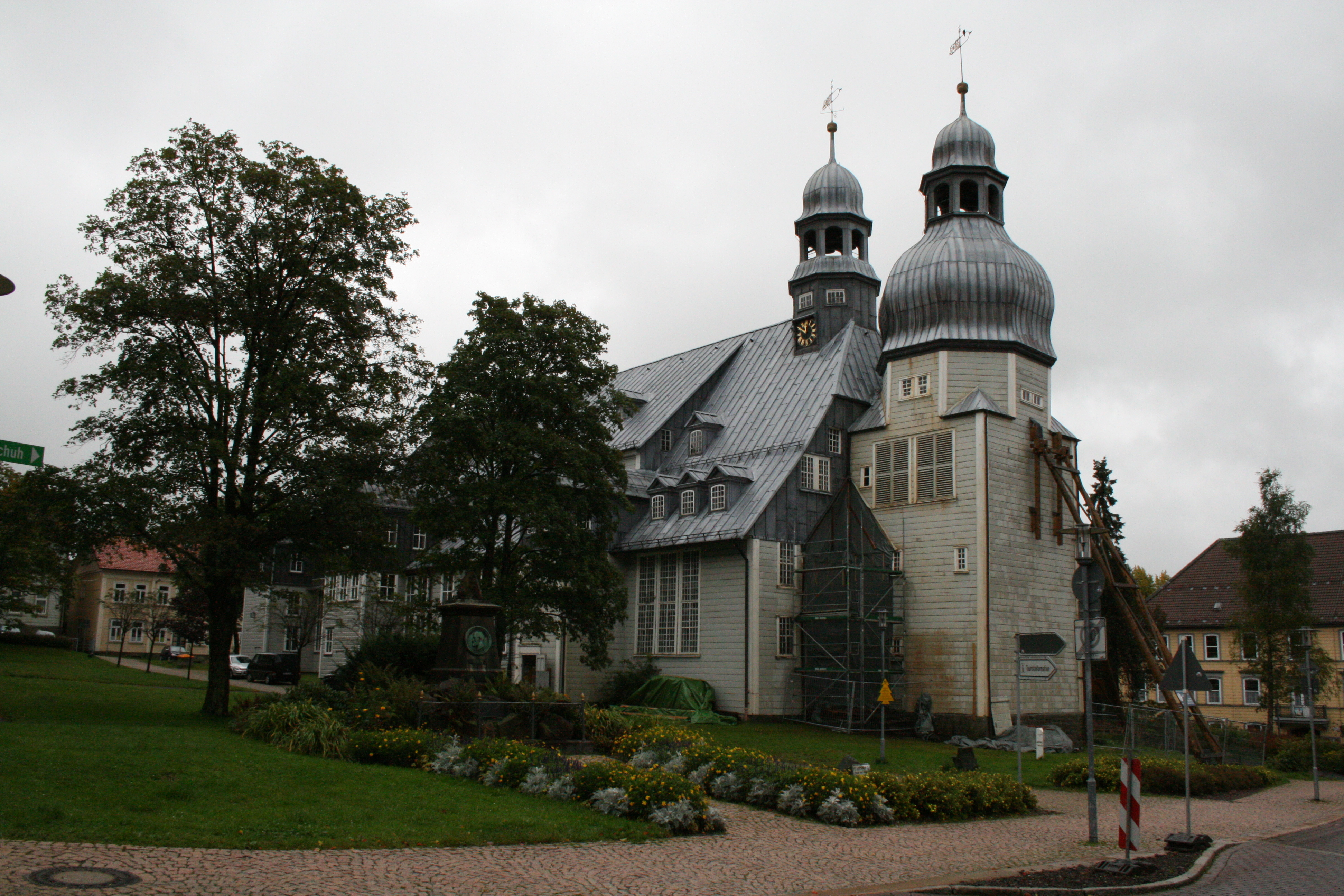
September 2007 vor Renovierung und Neugestaltung des Platzes

Im Jahr 2001 waren die Schäden am Kirchengebäude so groß geworden, dass eine umfassende Sanierung unumgänglich wurde. Unter anderem wies die Eindeckung des Kirchendaches Undichtigkeiten auf, durch die der Dachstuhl bereits stark geschädigt war. Auch waren die auf den Steinfundamenten aufliegenden Grundbalken zu etwa 60 % verfault, wodurch das Fachwerk verformt und die Standsicherheit stark beeinträchtigt war. Ähnliche Schäden wies der Glockenturm auf, deshalb durfte die große Glocke seit 2004 nicht mehr geläutet werden. 2006 wurde auch die zweite Glocke stillgelegt.
Die Arbeiten zur Sanierung der Kirche wurden witterungs- und finanzierungsbedingt in mehrere Bauabschnitte aufgeteilt und auf mehrere Jahre verteilt. Die ersten Arbeiten wurden bereits 2001 mit der Notabstützung des südöstlichen Treppenturmes begonnen. Der Glockenturm musste 2006 durch Schwungsteifen vor dem Einsturz gesichert werden und wurde 2007/08 vollständig abgebaut und erneuert. Nach Archivunterlagen war die Holzkirche mit Mondphasenholz gebaut worden. Für die weitere Restaurierung wurden daher 50 „Mondfichten“ gefällt und für den Wiederaufbau des Glockenturmes eingesetzt. Weiter wurde das Dach neu eingedeckt und der Uhrenturm und die Gauben erneuert. Nach Fertigstellung des Außenanstriches wurde die Marktkirche zum vorläufigen Abschluss der Renovierungsarbeiten am 22. September 2013 im Rahmen einer Feier wieder eingeweiht. Die Gesamtkosten der Sanierung wurden mit 9,3 Millionen Euro angegeben.

#### Innensanierung 2016 bis 2021
Nach Abschluss der Außensanierung 2013 wurden die Planungen für eine denkmalgerechte Innensanierung 2016 aufgenommen. Diese Phase dauerte bis zum August 2019. Mit der Planung und Bauüberwachung der gesamten Innensanierung wurde das Architekturbüro Schwieger Architekten, Göttingen, federführend Architekt Hansjochen Schwieger, beauftragt.
Die Sanierungsarbeiten wurden 2018 mit dem Abbau des Gestühls vorbereitet. In der Zeit von Juni 2019 bis März 2021 wurden die Fußböden, die Wände und die Decken erneuert. Es wurde eine neue Heizungs- und eine Lüftungsanlage eingebaut. Dabei wurde im Kirchenraum der historische Ziegelbelag von 1642 entdeckt, dieser wurde im nördlichen Seitenschiff aufgearbeitet und bleibt in einem Sichtfenster sichtbar.
Das Orgelwerk von 1976 war sehr reparaturanfällig. Es wurde ausgebaut und an eine slowenische Kirche gegeben. Der historische Orgelprospekt von 1757 blieb erhalten, er wurde, wie alle Kunstwerke – Altar, Kanzel – behutsam restauriert. Mit dem Bau eines neuen Orgelwerkes wurde die Firma Orgelbau Goll, Luzern beauftragt. Die Einweihung der Orgel fand im Rahmen eines Festgottesdienstes am 1. Advent (27. November 2022) statt.
Bei der Renovierung von 1963 wurden alle Wände und Decken zur Isolierung gegen Kälte und Feuchtigkeit mit Spanplatten, Heraklithplatten und Dachpappe verkleidet. Diese mussten – da bauphysikalisch falsch – wieder entfernt werden. Die historische Verkleidung von 1642 wurde aufgearbeitet und ist jetzt wieder sichtbar mit den historischen Leistengliederungen. Die Farbgebung wurde nach historischen Befunden dem Zustand von 1734–1736 entsprechend hergestellt. Die Arbeiten am Innenraum und die Restaurierung der Kunstschätze konnten im März 2021 abgeschlossen werden. Seitdem finden wieder Gottesdienste und Konzerte in der Kirche statt.
Zum 380. Geburtstag der Kirche am Pfingstwochenende 2022 wurden im Rahmen eines Festgottesdienstes der Abschluss der Innensanierung und die Wiedereinweihung der Kirche gefeiert.
Die Kosten der Sanierung betrugen ca. 5,2 Mio. Euro, wovon etwa die Hälfte auf die Orgel entfällt. Der Bund hat zugesichert, je 50 % der Kosten für die Innensanierung und den Neubau der Orgel zu übernehmen; die übrigen Kosten tragen Sponsoren, u. a. auch die Deutsche Stiftung Denkmalschutz.

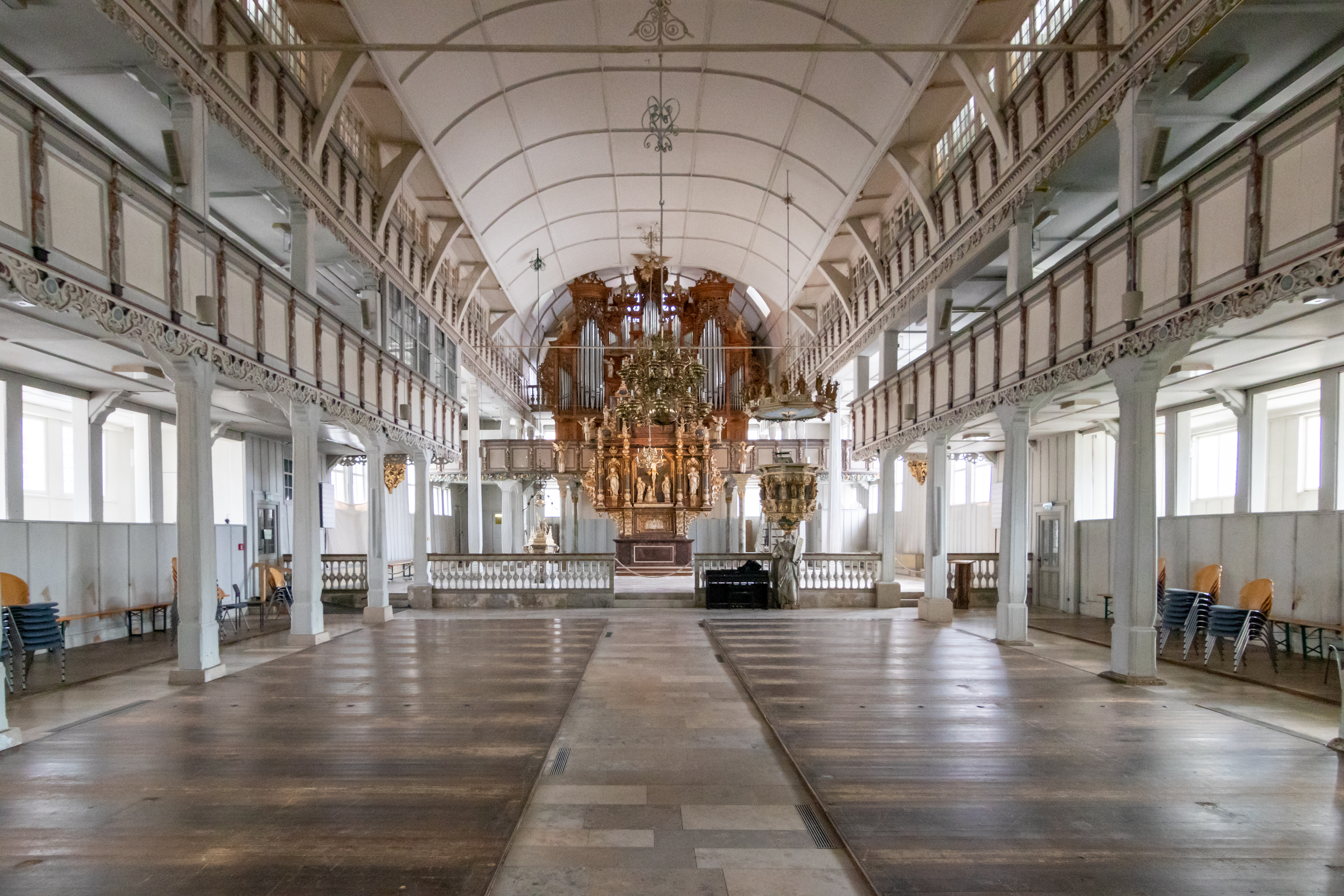
Innenraum mit Altar und Orgelprospekt – vor Innensanierung
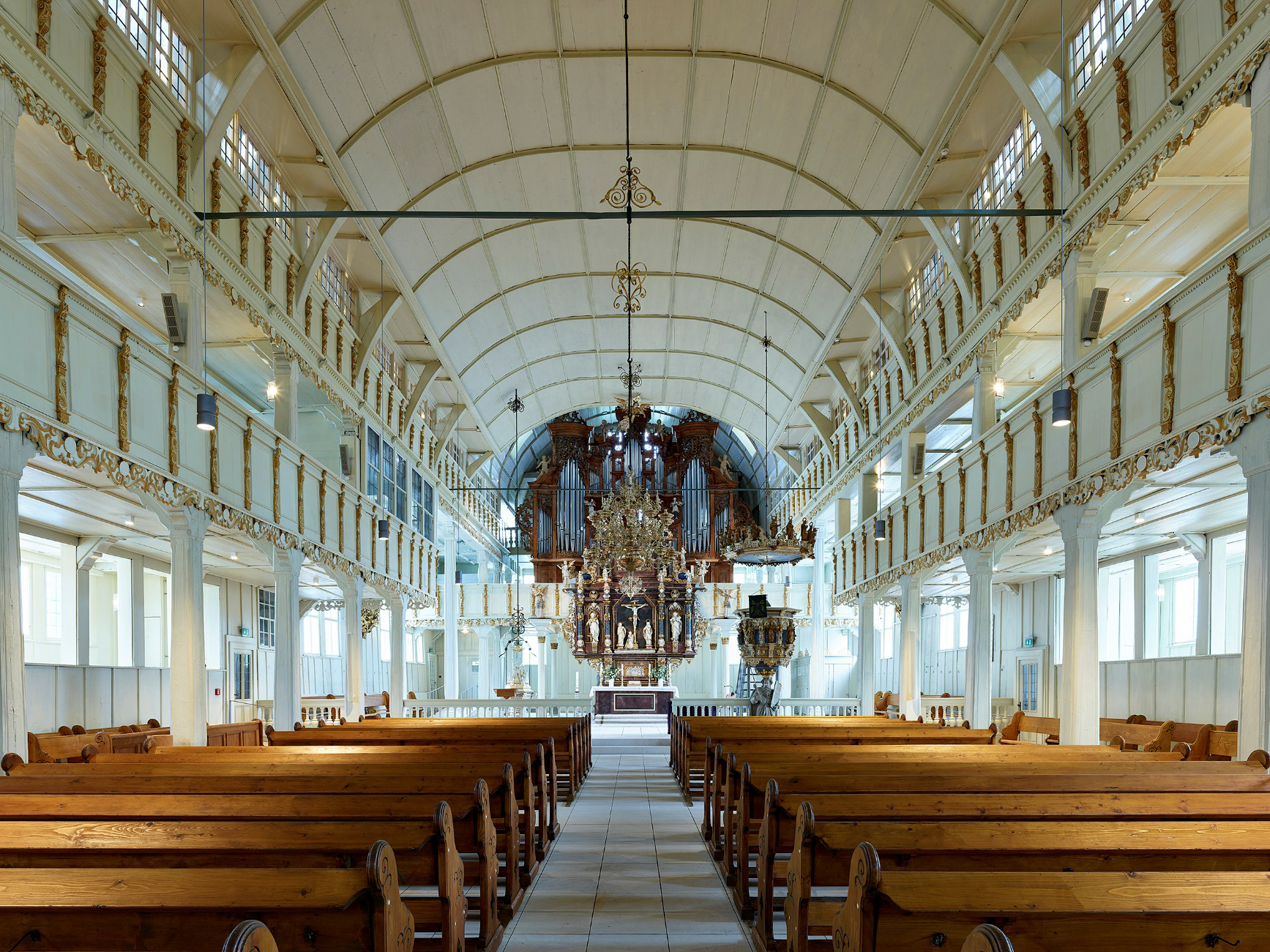
Innenraum mit Altar und Orgelprospekt – nach Innensanierung
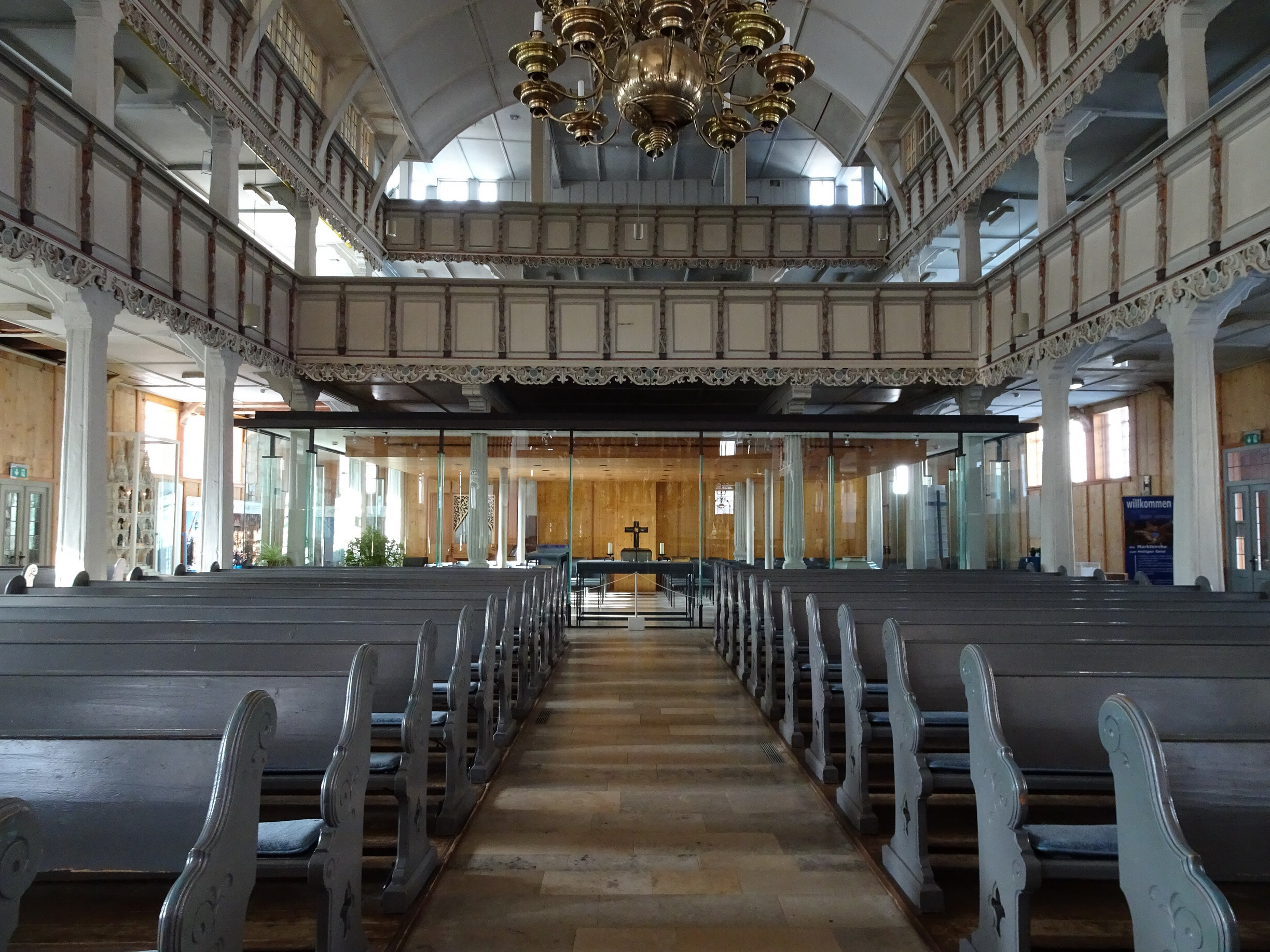
Innenraum mit Blick auf die Winterkirche – vor Innensanierung
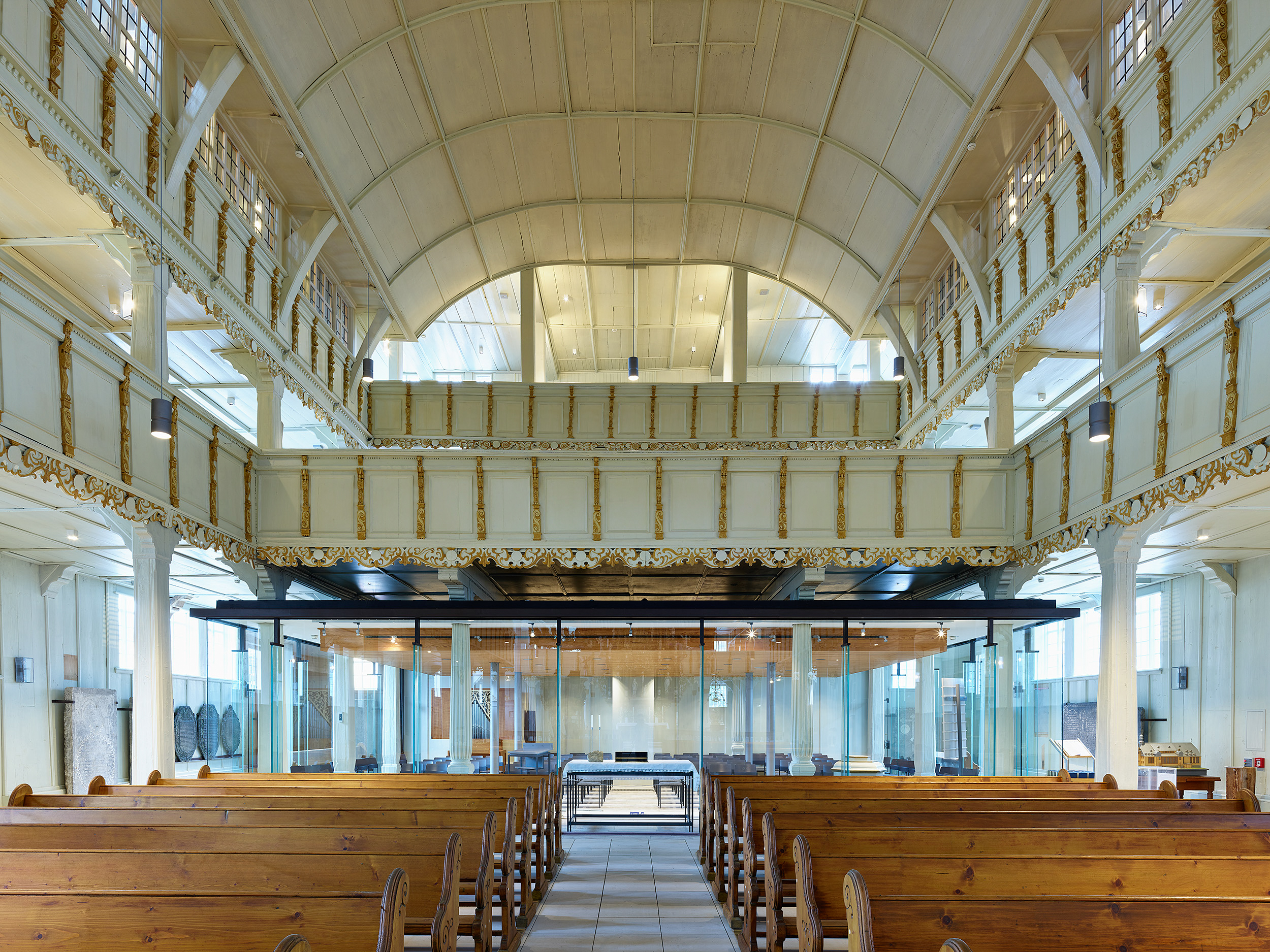
Innenraum mit Blick auf die Winterkirche – nach Innensanierung
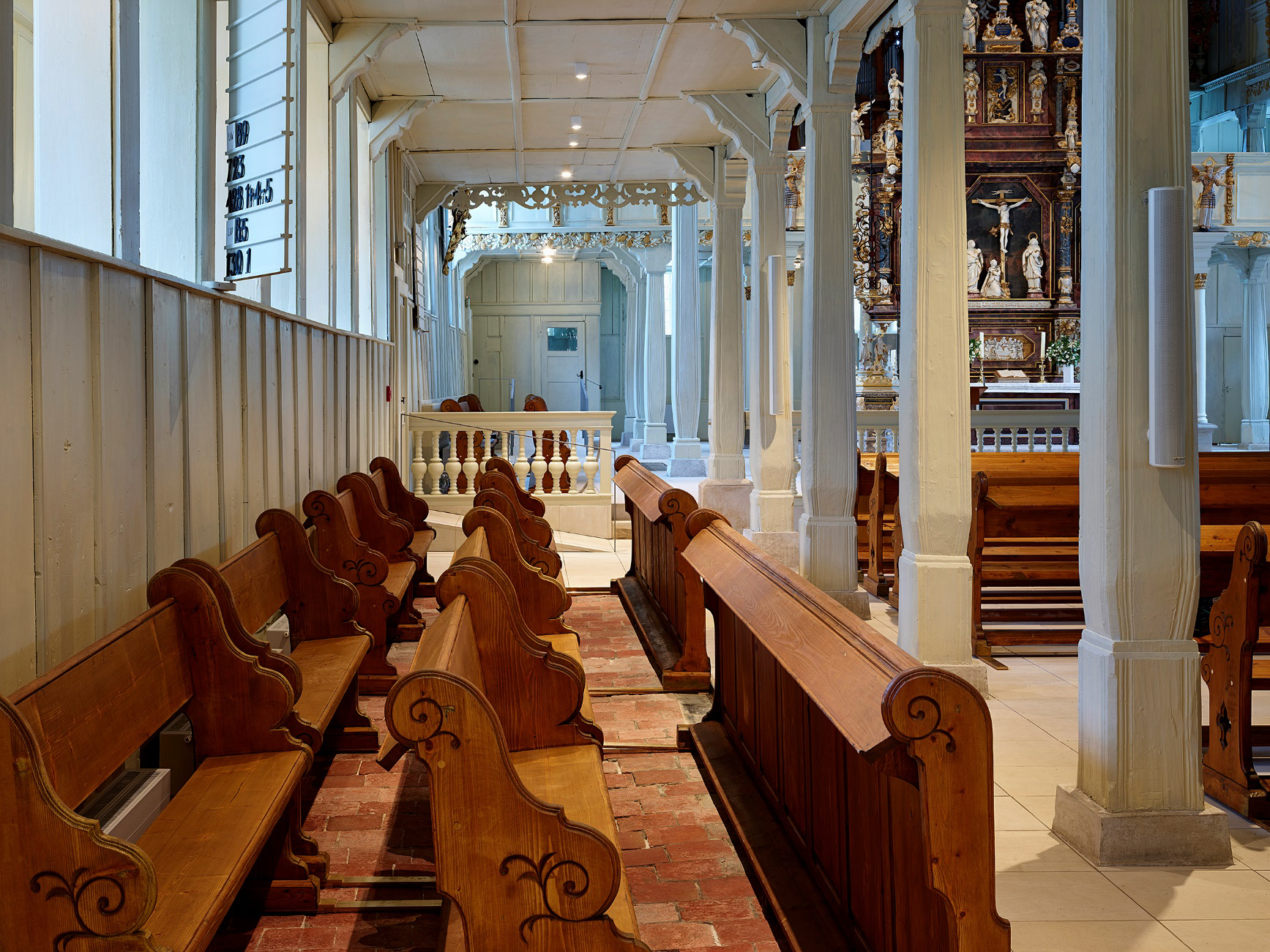
Freigelegter historischer Ziegelbelag von 1642

#### Brand im Juli 2025

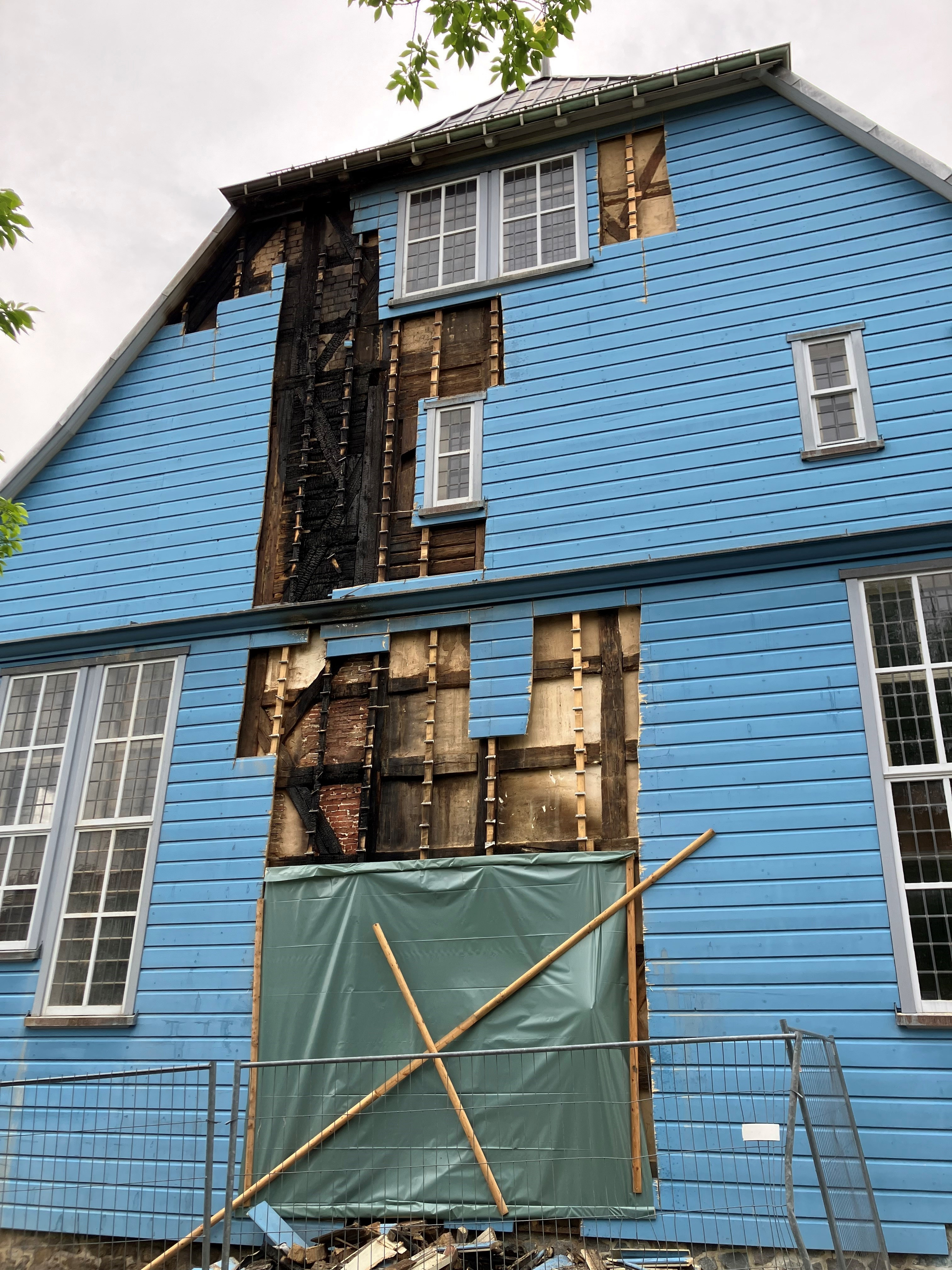
Schaden an der Ostseite nach Brand im Juli 2025

In der Nacht auf den 20. Juli 2025 geriet die Ostseite des Gebäudes in Brand. Das Feuer reichte hinter den Fassadenelementen bis unter den Dachüberstand. Die im Gebäude installierte Brandmeldeanlage alarmierte die Feuerwehr. Die Feuerwehren aus Clausthal-Zellerfeld, Altenau, Buntenbock, Wildemann und Hahnenklee löschten das Feuer bis in die Morgenstunden. Laut einem Gutachten handelte es sich um Brandstiftung. Die Polizei ermittelte einen Tatverdächtigen.

## Inneres der Kirche

### Mittelschiff
Beim Bau der Kirche waren im Mittelschiff keine Kirchenstühle aufgestellt worden. Die Gemeinde saß, getrennt nach Geschlechtern, im Bereich der Emporen an den Längswänden. Erst nach 1780 wurden im Mittelschiff, in dem sich bis dahin die Grabstellen hochgestellter Persönlichkeiten befanden, Bänke aufgestellt. Dies bedingte, dass in diesem Bereich die Beleuchtung verbessert werden musste. Zu diesem Zweck wurden 1833/34 Gauben in das Kirchendach eingebaut.

### Altar

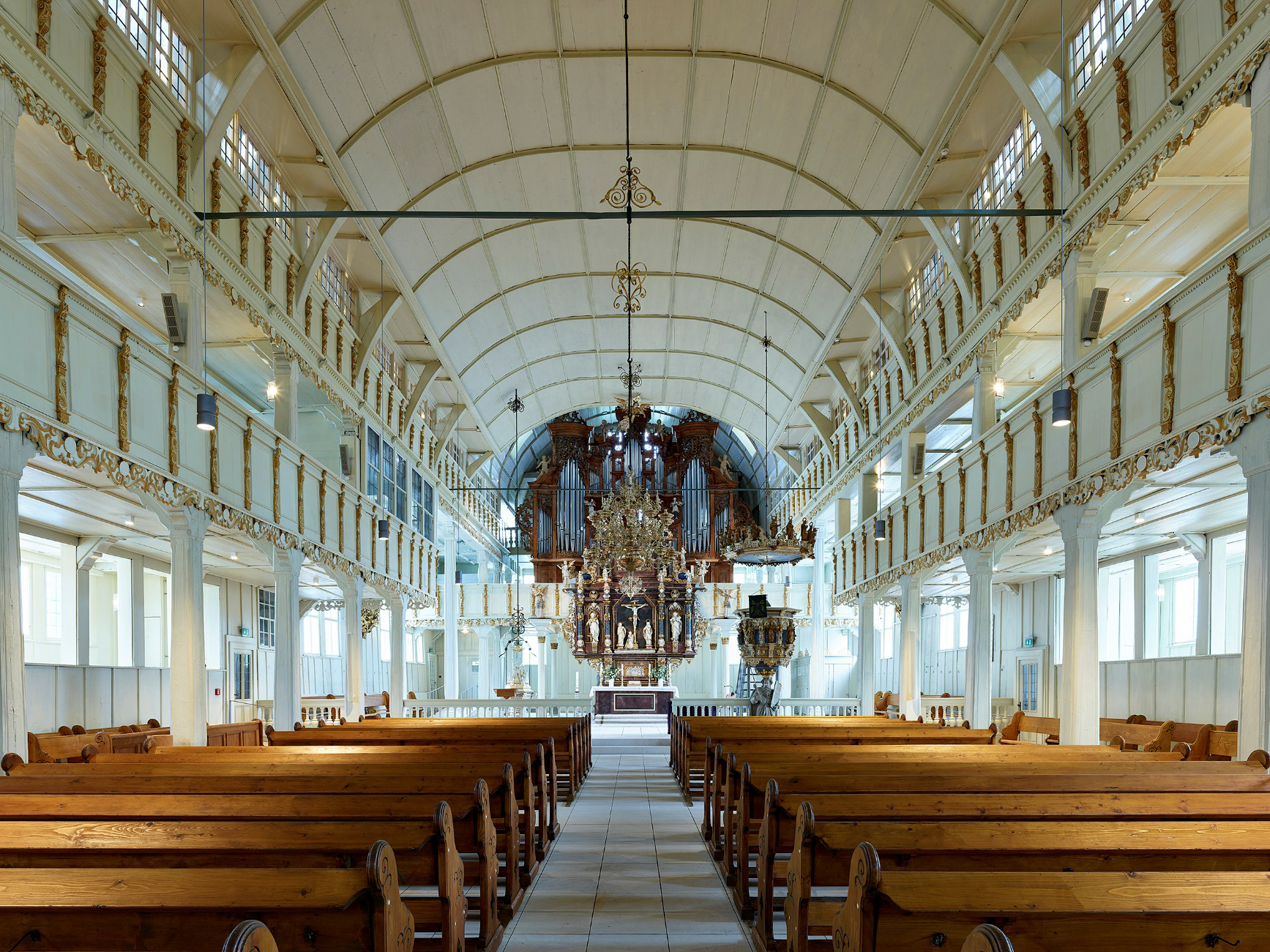
Hauptschiff der Kirche nach der Innenraumsanierung

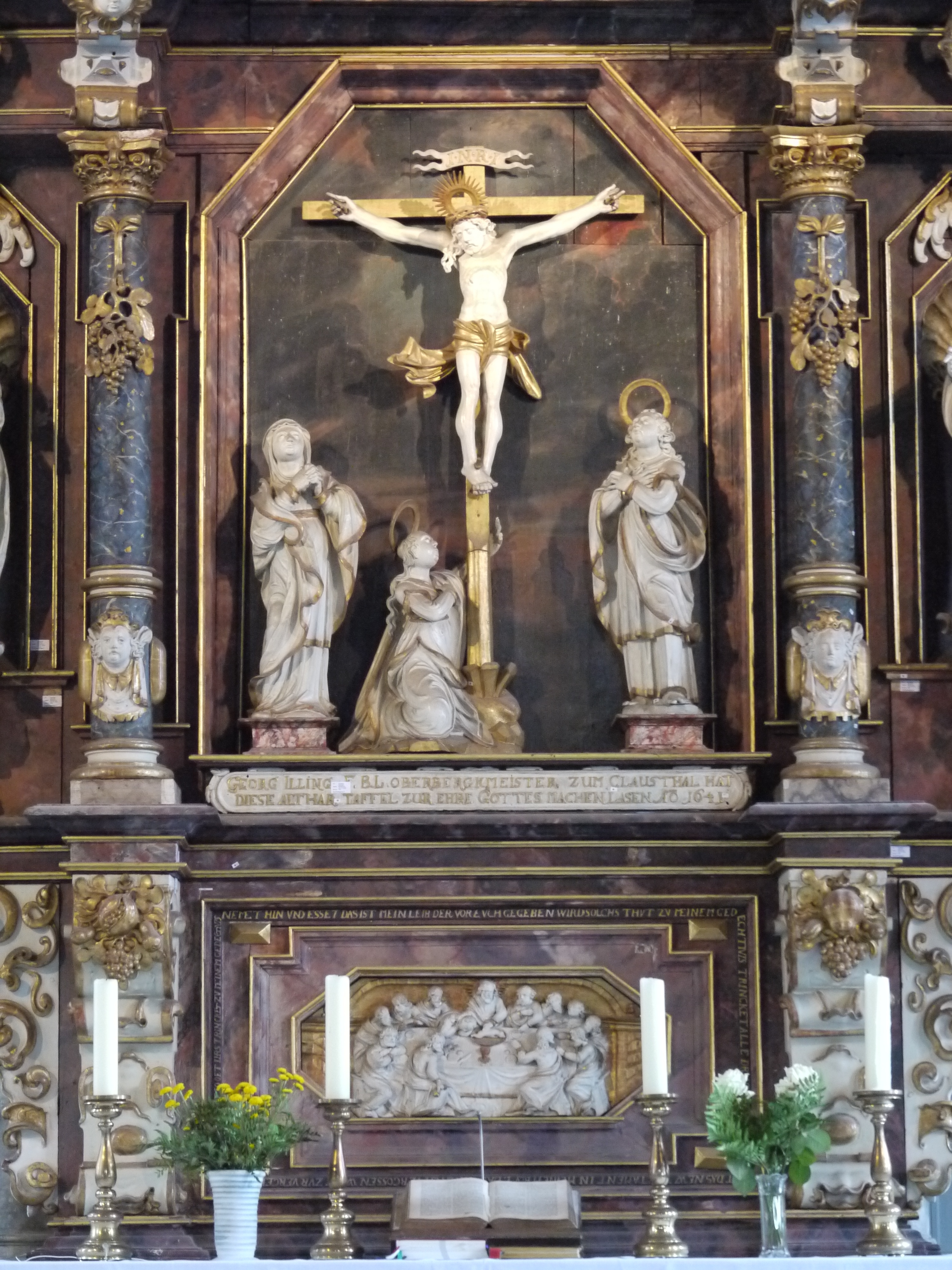
Kreuzigungsszene des Altars

Der Altar wurde 1642 zur Einweihung der Kirche aufgestellt und ist ein Werk von Andreas Gröber, der zu den bedeutendsten Bildschnitzern des Frühbarocks zählt. Die Altartafel ist ein Geschenk des Fürstlich Braunschweig-Lüneburgischen Oberbergmeisters Georg Illing und seiner zweiten Ehefrau Margareta, geb. Waner. Hierauf weist ein Schriftzug oberhalb der Predella (Sockel der Altartafel) hin, dieser lautet: „GEORG ILLING F.B.L. OBERBERGKMEISTER ZUM CLAUSTHAL HAT DIESE ALTHAR TAFFEL ZUR EHRE GOTTES MACHENLASEN A[NN]O 1641.“ Auf die Schenkung weisen auch die beiden Wappen Illings und seiner Frau hin, die im Mittelteil oberhalb der beiden Evangelisten Matthäus und Johannes zu sehen sind.
Die Predella stellt in einem Relief die Einsetzung des heiligen Abendmahls dar. Die Tischrunde mit den Jüngern ist zum Kirchenraum hin offen gehalten zum Zeichen, dass erst die Gemeinde bei der Feier des Abendmahles diesen Kreis schließt. Die Umschrift um die Abendmahlgruppe trägt die Einsetzungsworte, die Jesus beim letzten Abendmahl zu seinen Jüngern gesprochen hatte: „NEMET HIN UND ESSET DAS IST MEIN LEIB DER VOR EUCH GEGEBEN WIRD SOLCHS THUT ZU MEINEM GEDECHTNIS TRINCKET ALLE DRAUS DIESER KELCH IST DAS NEW TESTAMENT IN MEINEM BLUT, DAS VOR EUCH VERGOSSEN WIRT ZUR VERGEBUNG DER SUNDEN SOLCHS THUT SOOFT IHRS TRINCKET ZU MEINEM GEDEC[H]TNIS.“
Oberhalb dieses Schriftzuges bilden die Kreuzigungsszene und darüber die Darstellung der Auferstehung das Zentralthema der Altartafel. In der Kreuzigungsszene beten Johannes, Maria und Maria Magdalena unter dem Kreuz. Rechts und links von dieser Darstellung stehen die Evangelisten Matthäus und Johannes. Auf den vier großen Säulen neben den Evangelisten stehen die Propheten des Alten Testaments Jesaja, Jeremia, Ezechiel und Daniel.
In der Auferstehungsszene schwebt Christus auf einer goldenen Wolke aus dem Sarg, am Boden zwei Wächter. Rechts und links des Szenenbildes stehen Johannes und Paulus. Oberhalb bilden die Evangelisten Markus und Lukas den Abschluss der Altartafel.
Die Farbgebung der Figuren der Kirche wurde erst 1734/36 in der heutigen Form in den Farben Gold, Alabaster (weiß), Purpur und Lapislazuli (Blau) geschaffen. Ursprünglich war der gesamte Altar „holzsichtig“ (also ohne Pigmentierung oder Anfärbung) gestrichen.

### Kanzel
Auch die Kanzel ist ein Werk von Andreas Gröber. Durch dessen Darstellungen wird die Aufgabe des Predigers, durch sein Wort den Heiligen Geist zu vermitteln, wiedergegeben. Das Symbol der Taube unter dem Schalldeckel der Kanzel steht als Sinnbild für den Heiligen Geist. Um den Kanzelkorb herum sind in den Muschelnischen die wichtigsten Verkünder der Bibel gruppiert: In der Mitte der segnende Christus, der als Symbol seiner Herrschaft eine Weltkugel trägt, auf der ein Kreuz steht, ihn umgeben die vier Evangelisten Matthäus, Markus, Lukas und Johannes sowie Paulus und Johannes der Täufer. Die Köpfe an den Ecken des Kanzelkorbes stehen für die freien Künste, sie sollen auf das notwendige fachliche Können der Pastoren hinweisen.

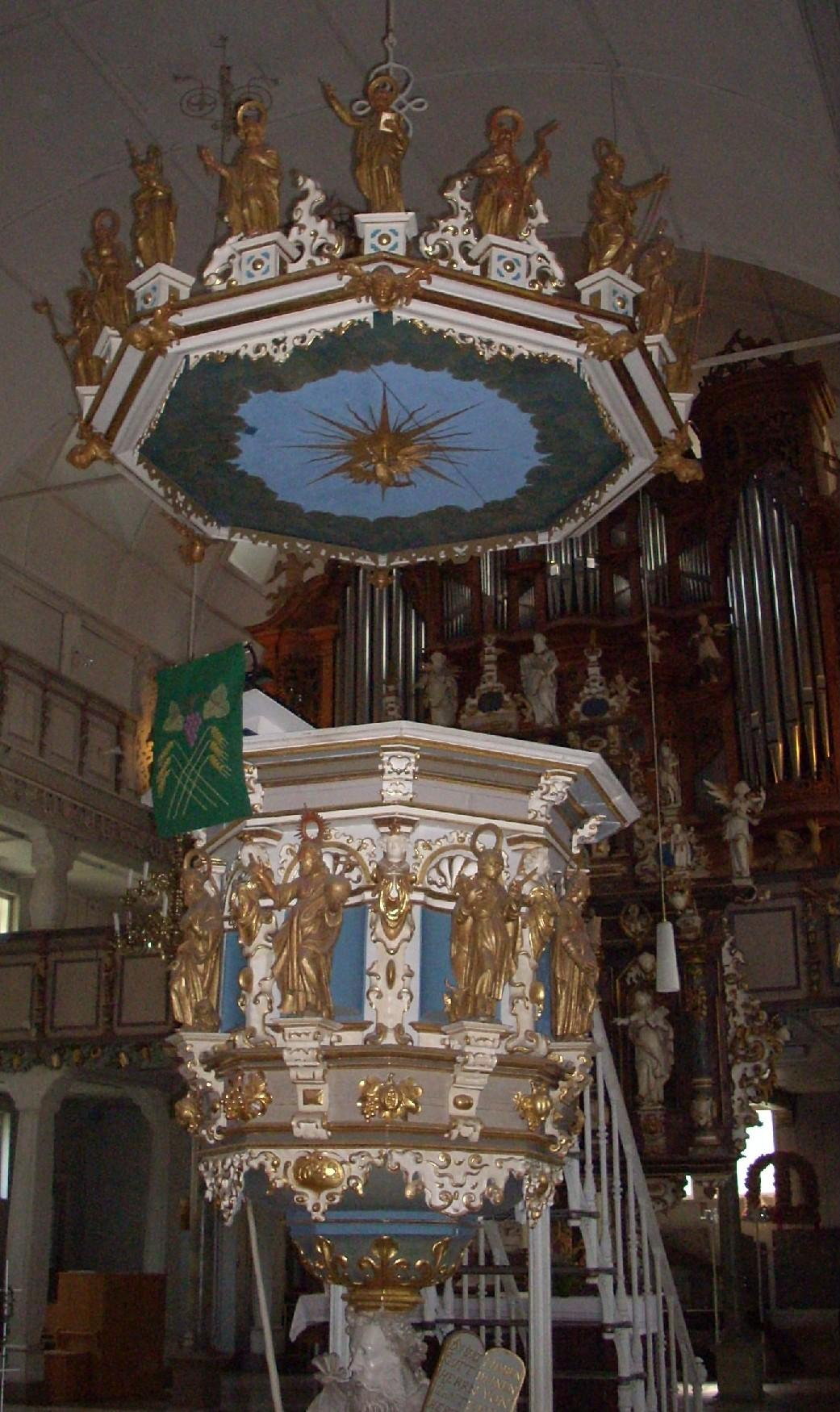
Kanzel – Gesamtansicht
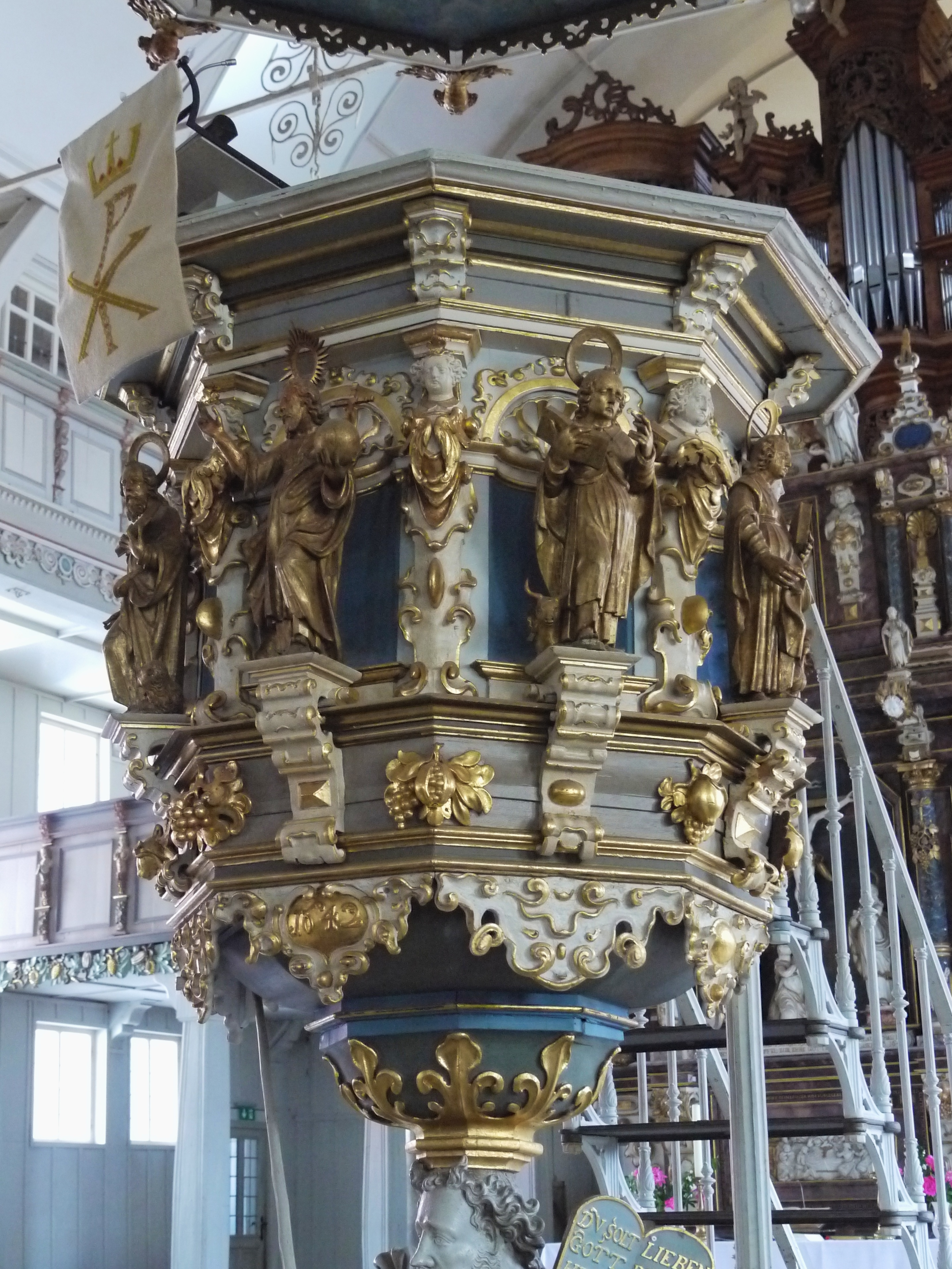
Kanzelkorb
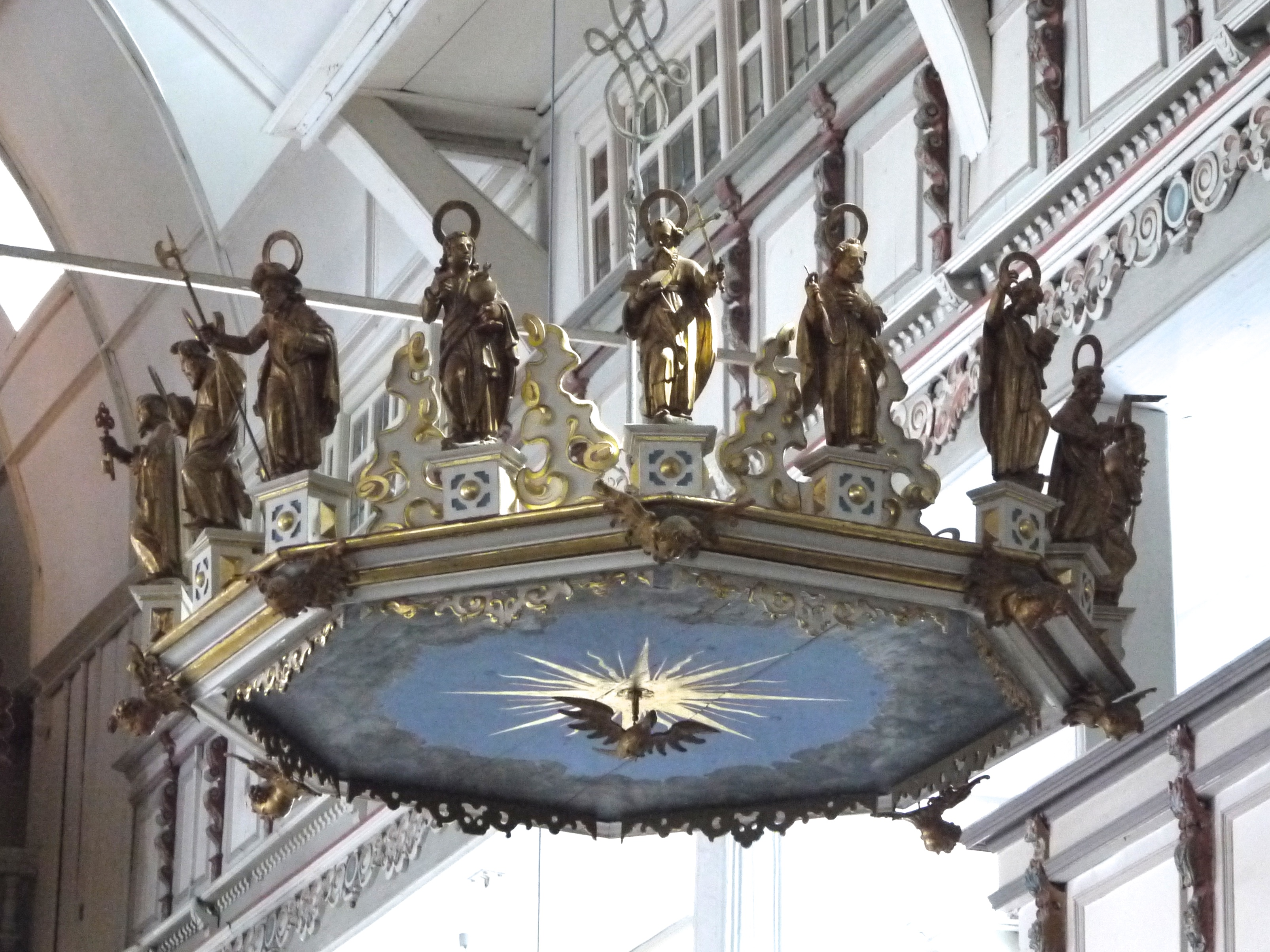
Schalldeckel
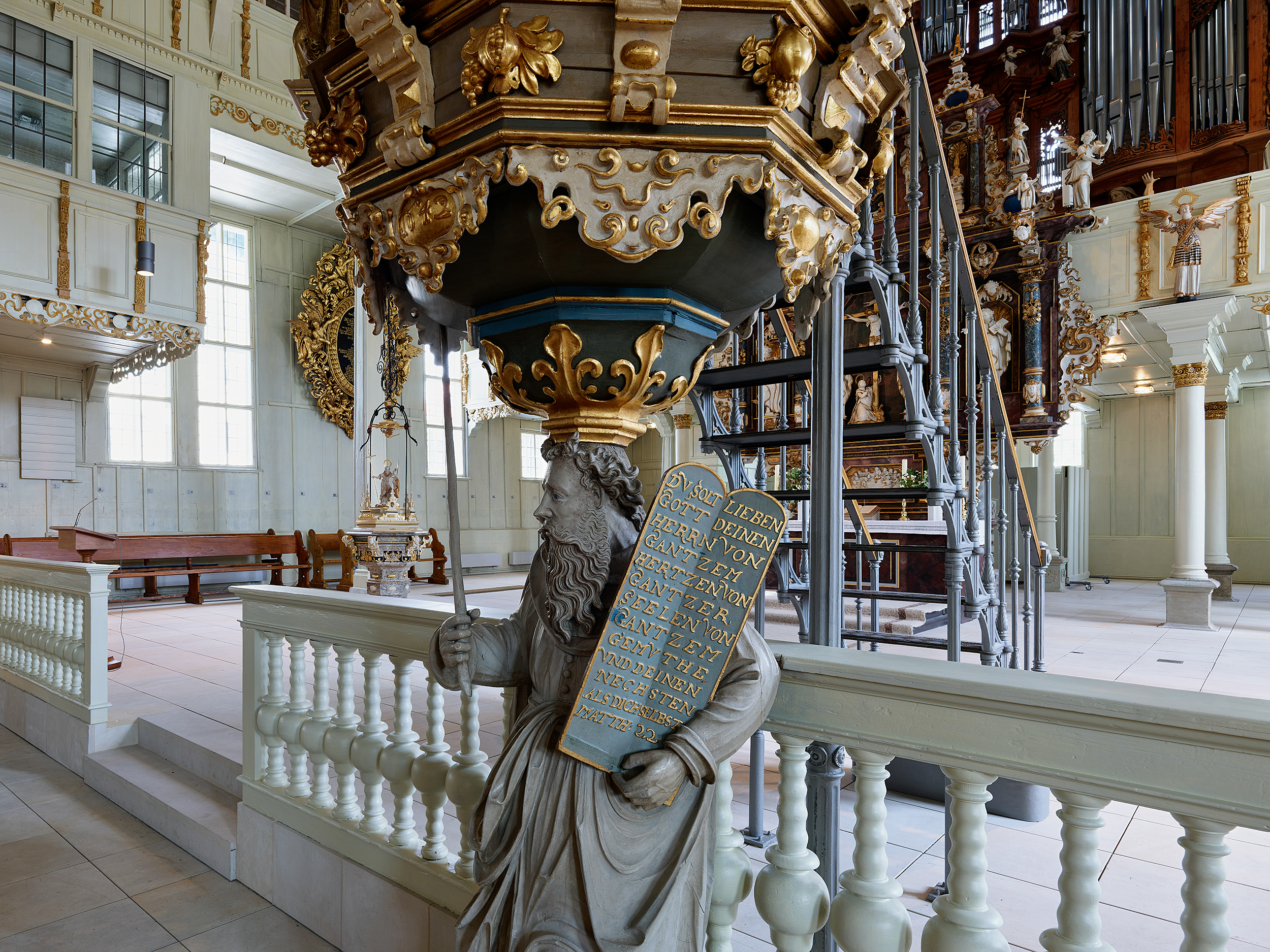
Kanzelträger (Moses)
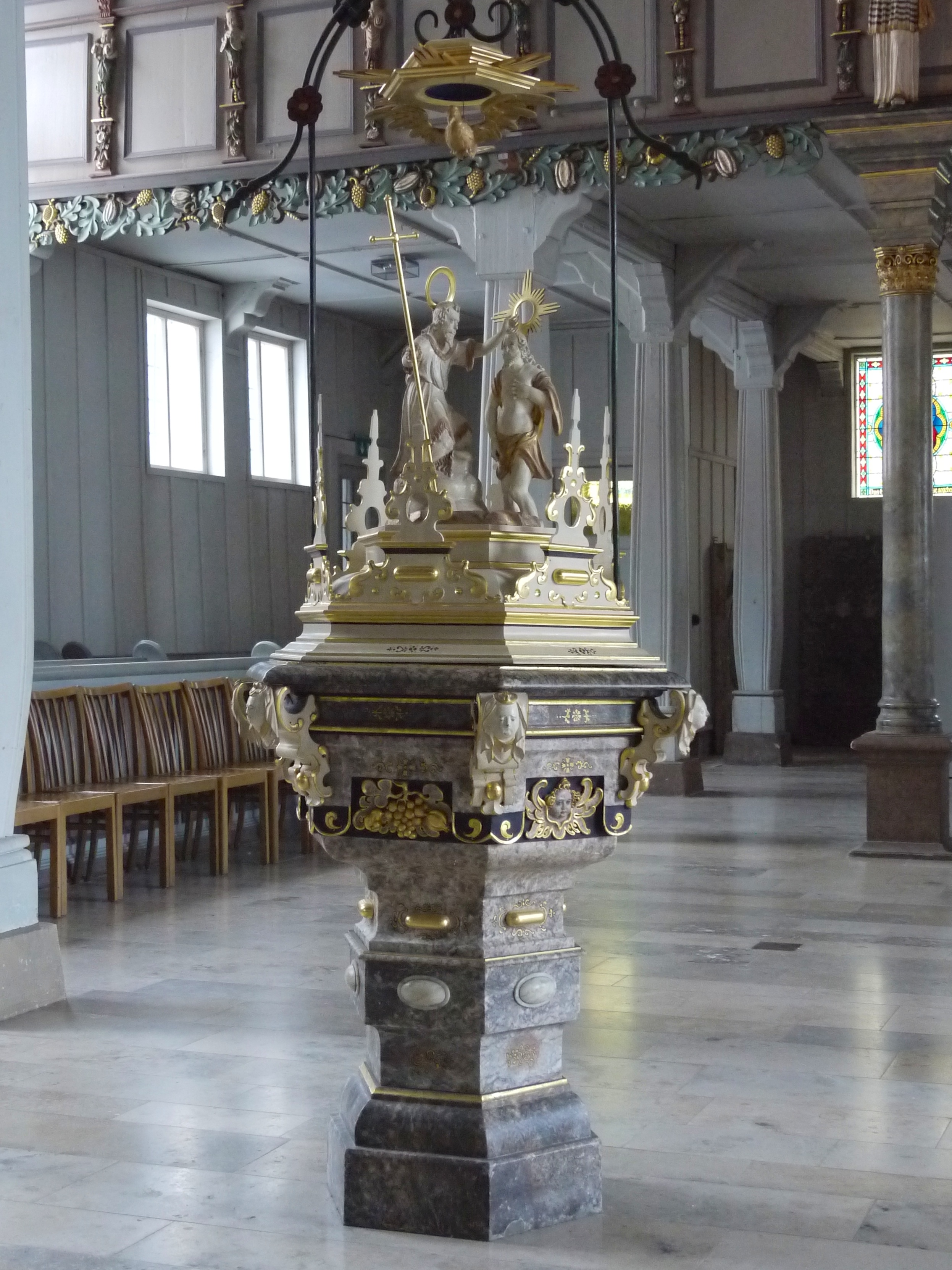
Taufbecken
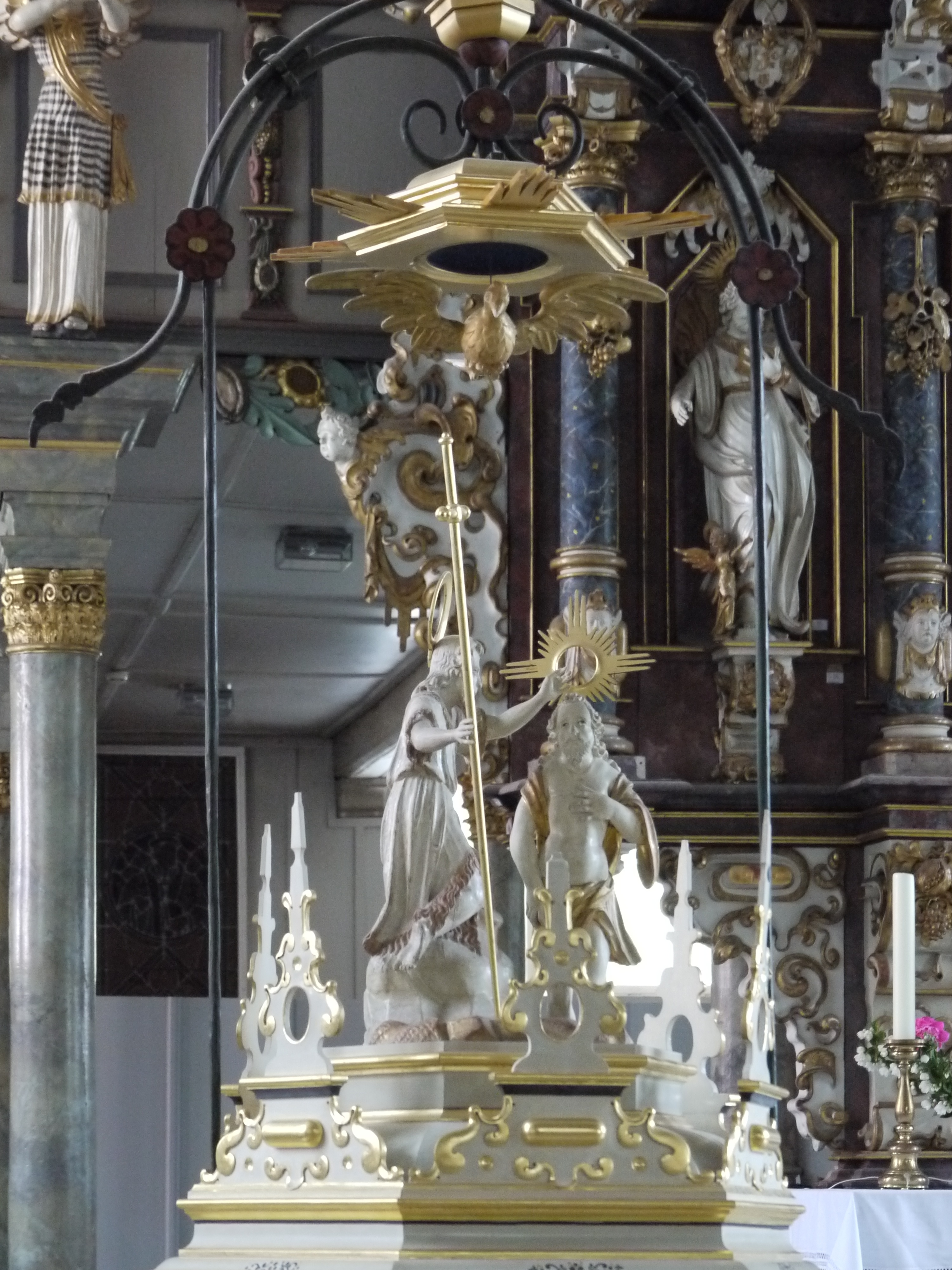
Deckel des Taufbeckens

Die „Verkündung des Wortes“ symbolisieren auch die zwölf Apostel auf dem Schalldeckel, die von der Mitte aus in die Welt hinaus gehen, um den Menschen das Wort Gottes nahezubringen. Diese stehen in der gleichen Reihenfolge wie im Lukasevangelium (Lukas 6,14), jeder wird mit dem für ihn typischen Attribut dargestellt. Von links nach rechts sind dies Petrus mit einem Schlüssel, Andreas mit einem Schrägkreuz, Jakobus der Ältere mit einer Kammmuschel am Pilgerhut, Johannes mit einem Kelch, in dem eine Schlange ist, Philippus mit einem Kreuzstab, Bartholomäus mit einem Messer, Thomas mit einem Winkelmaß, Matthäus (trug ursprünglich eine Hellebarde, die aber abhandenkam), Jakobus der Jüngere mit der Stange eines Tuchwalkers, Thaddäus mit einer Keule, Simon mit einer Säge und Matthias, der Nachfolger des Judas, mit einem Beil. Als weitere Personen sind Titus (ein Schüler von Paulus), Stephanus (ein erster christlicher Märtyrer) und Timotheus (ein Begleiter von Paulus) dargestellt.
Die Kanzel wird von einer lebensgroßen Figur des Moses getragen. Dieser hält in seiner rechten Hand den Stab, mit dem er in der Wüste Wasser aus einem Felsen schlug (2. Mose 17,1-7). In der linken Hand trägt er zwei Gebotstafeln, auf denen hier jedoch nicht die Zehn Gebote, sondern das Gebot der Gottes- und Nächstenliebe (Matthäus 22,37) zu lesen ist: „DU SOLT LIEBEN GOTT DEINEN HERRN VON GANTZEM HERTZEN VON GANTZER SEELEN VON GANTZEM GEMUTHE UND DEINEN NECHSTEN ALS DICH SELBST.“

### Taufstein
Das dritte Werk von Andreas Gröber ist der Taufstein, der links vom Altar aufgestellt ist. Auf dem Deckel des Taufbeckens wird die Taufe Christi durch Johannes den Täufer dargestellt. Über beiden schwebt die Taube als Symbol des Heiligen Geistes.

### Orgel

Altar und Orgelprospekt
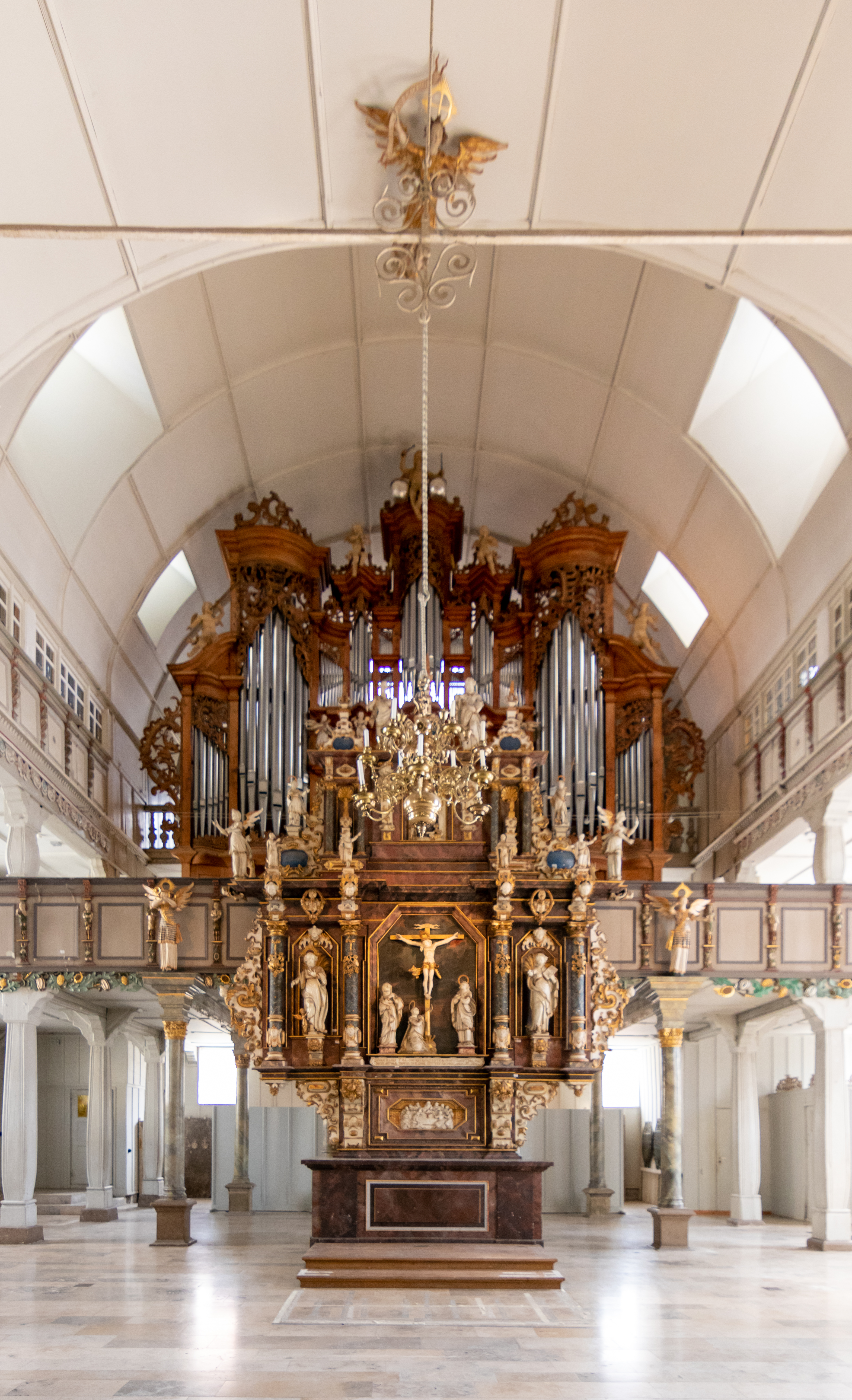
Vor Sanierung
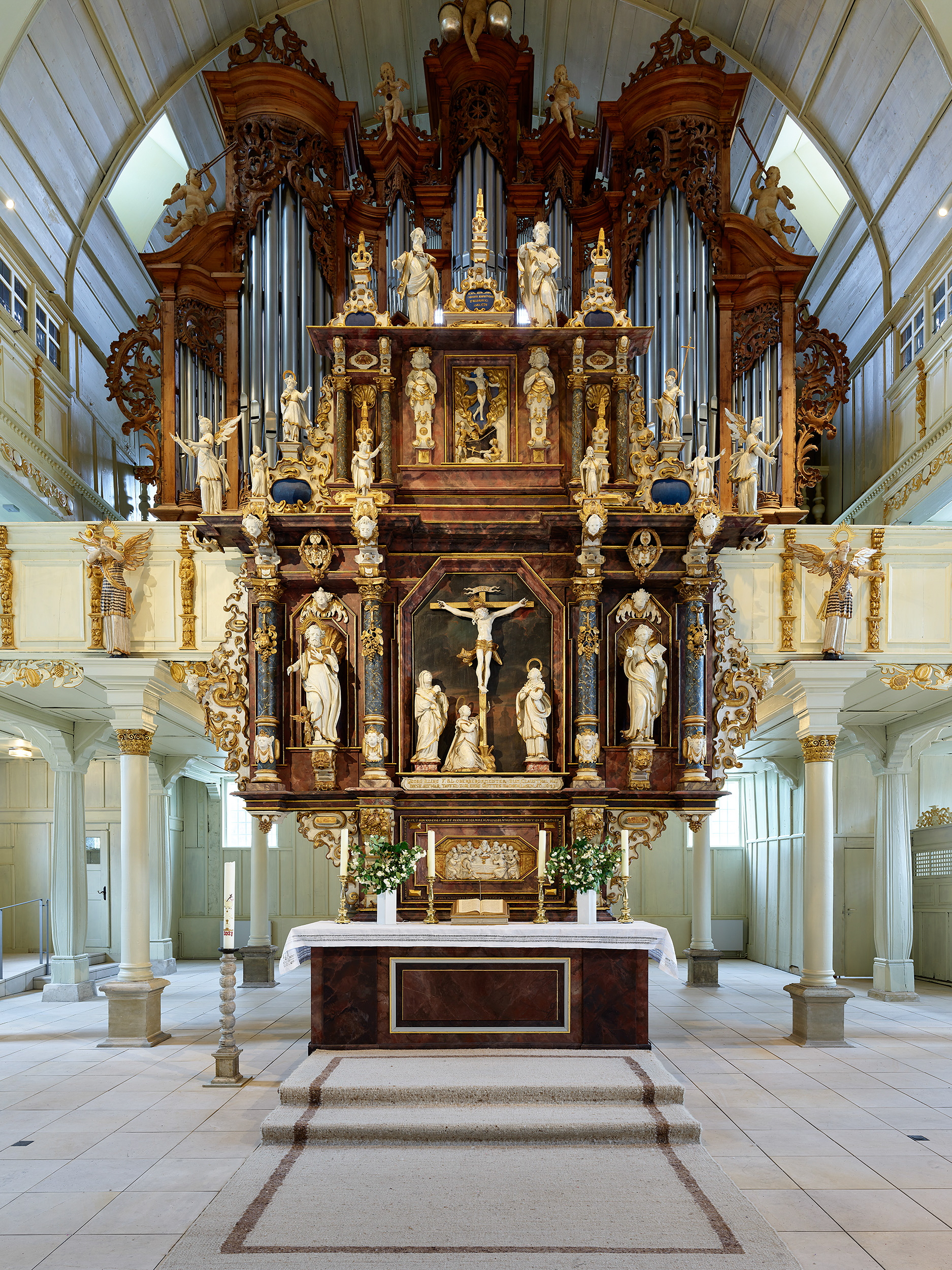
Nach Sanierung

Die erste Orgel war 1642 von Andreas Weiß aus Meiningen gebaut worden. Ursprünglich stand die Orgel auf der (West-)Empore vor dem Glockenturm. Bei der Erweiterung der Kirche 1689/91 wurde die Orgel auf die gegenüberliegende neugeschaffene Ostempore umgesetzt.
Der bis heute erhaltene Rokoko-Orgelprospekt wurde 1758 von Johann Albrecht Unger aus Nordhausen geschaffen. In seiner Tier- und Pflanzenornamentik und den singenden bzw. musizierenden Engeln kommt das „Motto“ für die Gestaltung des Prospekts, „Alles, was Odem hat, lobe den Herren“ zum Ausdruck. Noch aus der Werkstatt des Andreas Gröber stammen die vier vor dem Brustwerk der Orgel stehenden Musikanten Zinkenist, Traversflötenspieler, Trommler und Dulzianbläser (auf den Bildern sind einige durch den auf der Empore aufgestellten Teil des Altars verdeckt) sowie die vor der Brüstung der Empore aufgestellten Figuren (Posaunist und Engel). Von der ersten Weißschen Orgel übernommen wurden ferner die sechs kleinen Engel, die im Mittelbereich der Orgel stehen, und der an der Decke vor der Orgel als Weihnachtsengel schwebende Erzengel Gabriel. Auf dem Pfeifengehäuse sitzen fünf musizierende pausbäckige Putten, die beiden links und rechts des Gehäuses blasen die Posaune, die beiden etwas höher sitzenden spielen Flöte und der oberste schlägt die Pauke.
In diesen Orgelprospekt wurde 1975/76 eine neue Orgel der Göttinger Orgelbaufirma Paul Ott eingebaut. Das Instrument hat 41 Register auf Schleifladen mit etwa 3200 Pfeifen. Die Spieltrakturen sind mechanisch, die Registersteuerung elektrisch.
| I Brustwerk C–g3 |                |    |
| 1.               | Holzflöte      | 8′ |
| 2.               | Praestant      | 4′ |
| 3.               | Rohrflöte      | 4′ |
| 4.               | Waldflöte      | 2′ |
| 5.               | Oktave         | 1′ |
| 6.               | Scharff III-IV |    |
| 7.               | Krummhorn      | 8′ |
|                  | Tremulant      |    |

| II Hauptwerk C–g3 |              |       |
| 8.                | Pommer       | 16′   |
| 9.                | Prinzipal    | 8′    |
| 10.               | Gemshorn     | 8′    |
| 11.               | Oktave       | 4′    |
| 12.               | Gedacktflöte | 4′    |
| 13.               | Quinte       | 2 ⁄3′ |
| 14.               | Oktave       | 2′    |
| 15.               | Mixtur V-VII |       |
| 16.               | Trompete     | 16′   |
| 17.               | Trompete     | 8′    |

| III Schwellwerk C–g3 |             |        |
| 18.                  | Rohrflöte   | 8′     |
| 19.                  | Spitzgambe  | 8′     |
| 20.                  | Schwebung   | 8′     |
| 21.                  | Prinzipal   | 4′     |
| 22.                  | Spillflöte  | 4′     |
| 23.                  | Nasat       | 2 ⁄3′  |
| 24.                  | Schwiegel   | 2′     |
| 25.                  | Terz        | 1 3⁄5′ |
| 26.                  | Quinte      | 1 ⁄3′  |
| 27.                  | Mixtur IV-V |        |
| 28.                  | Fagott      | 16′    |
| 29.                  | Schalmey    | 8′     |
|                      | Tremulant   |        |

| Pedal C–f1 |               |         |
| 30.        | Prinzipal     | 16′     |
| 31.        | Subbass       | 16′     |
| 32.        | Quintbass     | 10 2⁄3′ |
| 33.        | Oktave        | 8′      |
| 34.        | Rohrgedackt   | 8′      |
| 35.        | Oktave        | 4′      |
| 36.        | Holzflöte     | 4′      |
| 37.        | Nachthorn     | 2′      |
| 38.        | Hintersatz VI |         |
| 39.        | Posaune       | 16′     |
| 40.        | Trompete      | 8′      |
| 41.        | Clarine       | 4′      |

- Koppeln: I/II, III/II, III/I, I/P, II/P, III/P

2020/2021 baute der Luzerner Betrieb Orgelbau Goll ein neues Orgelwerk in das Orgelgehäuse der Eggert-Orgel von 1758. Das neue Instrument wurde ausgehend von der ursprünglichen Eggert’schen Disposition geplant. Mit einem Festgottesdienst zum ersten Sonntag im Advent 2022 wurde die neue Orgel der Marktkirche eingeweiht. Sie ist mit vier Manualen, 74 Registern und insgesamt 4291 Pfeifen ausgestattet. 17 Mitarbeiter waren mehr als zwei Jahre mit dem Bau des neuen Instruments beschäftigt.
| I Hauptwerk C–g3 |               |         |
| 01.              | Principal     | 16′     |
| 02.              | Bordun        | 16′     |
| 03.              | Principal     | 08′     |
| 04.              | Hohlflöte     | 08′     |
| 05.              | Gemshorn      | 08′     |
| 06.              | Grosse Quinte | 05 1⁄3′ |
| 07.              | Octave        | 04′     |
| 08.              | Spitzflöte    | 04′     |
| 09.              | Grosse Terz   | 03 1⁄5′ |
| 10.              | Quinte        | 02 ⁄3′  |
| 11.              | Octave        | 02′     |
| 12.              | Terz          | 01 3⁄5′ |
| 13.              | Mixtur        | 01 ⁄3′  |
| 14.              | Trompete      | 16′     |
| 15.              | Trompete      | 08′     |

| II Oberwerk C–g3 |                   |     |
| 16.              | Quintadena        | 16′ |
| 17.              | Praestant         | 08′ |
| 18.              | Bleigedackt       | 08′ |
| 19.              | Salicional        | 08′ |
| 20.              | Doppelflöte       | 08′ |
| 21.              | Unda maris        | 08′ |
| 22.              | Octave            | 04′ |
| 23.              | Offenflöte        | 04′ |
| 24.              | Sesquialtera II 0 | 0   |
| 25.              | Octave            | 02′ |
| 26.              | Scharf            | 01′ |
| 27.              | Dulcian           | 16′ |
| 28.              | Oboe d’amore      | 08′ |
|                  | Tremulant         |     |

| III Schwellwerk C–g3 |                  |     |
| 29.                  | Salicet          | 16′ |
| 30.                  | Flûte harmonique | 08′ |
| 31.                  | Cor de nuit      | 08′ |
| 32.                  | Gambe            | 08′ |
| 33.                  | Aeoline          | 08′ |
| 34.                  | Voix céleste     | 08′ |
| 35.                  | Fugara           | 04′ |
| 36.                  | Flûte octaviante | 04′ |
| 37.                  | Dolce            | 04′ |
| 38.                  | Octavin          | 02′ |
| 39.                  | Progression      | 02′ |
| 40.                  | Fagott           | 16′ |
| 41.                  | Trompette        | 08′ |
| 42.                  | Hautbois         | 08′ |
| 43.                  | French Horn      | 08′ |
| 44.                  | Clairon          | 04′ |
|                      | Tremulant        |     |

| IV Unterwerk C–g3 |                 |         |
| 45.               | Holzgedackt     | 08′     |
| 46.               | Quintadena      | 08′     |
| 47.               | Principal       | 04′     |
| 48.               | Rohrflöte       | 04′     |
| 49.               | Rauschwerk      | 02 ⁄3′  |
| 50.               | Nasat           | 02 ⁄3′  |
| 51.               | Waldflöte       | 02′     |
| 52.               | Terzflöte       | 01 3⁄5′ |
| 53.               | Quintflöte      | 01 ⁄3′  |
| 54.               | Sifflöte        | 01′     |
| 55.               | Trechterregal 0 | 08′     |
| 56.               | Vox humana      | 08′     |
|                   | Tremulant       |         |

| Hochdruckwerk C–g3 |                  |      |
| 57.                | Tuba mirabilis 0 | 08′0 |

| Pedalwerk C–g1 |                 |         |
| 58.            | Untersatz       | 32′     |
| 59.            | Kontrabass      | 16′     |
| 60.            | Principal       | 16′     |
| 61.            | Subbass         | 16′     |
| 62.            | Violone         | 16′     |
| 63.            | Salicetbass     | 16′     |
| 64.            | Quintbass       | 10 2⁄3′ |
| 65.            | Holz-Octave     | 08′     |
| 66.            | Gemshorn        | 08′     |
| 67.            | Violoncello     | 08′     |
| 68.            | Aeolinenbass    | 08′     |
| 69.            | Terzbass        | 06 2⁄5′ |
| 70.            | Octave          | 04′     |
| 71.            | Posaune         | 16′     |
| 72.            | Fagott          | 16′     |
| 73.            | Trompetenbass 0 | 08′     |
| 74.            | Clarine         | 04′     |

### Kronleuchter

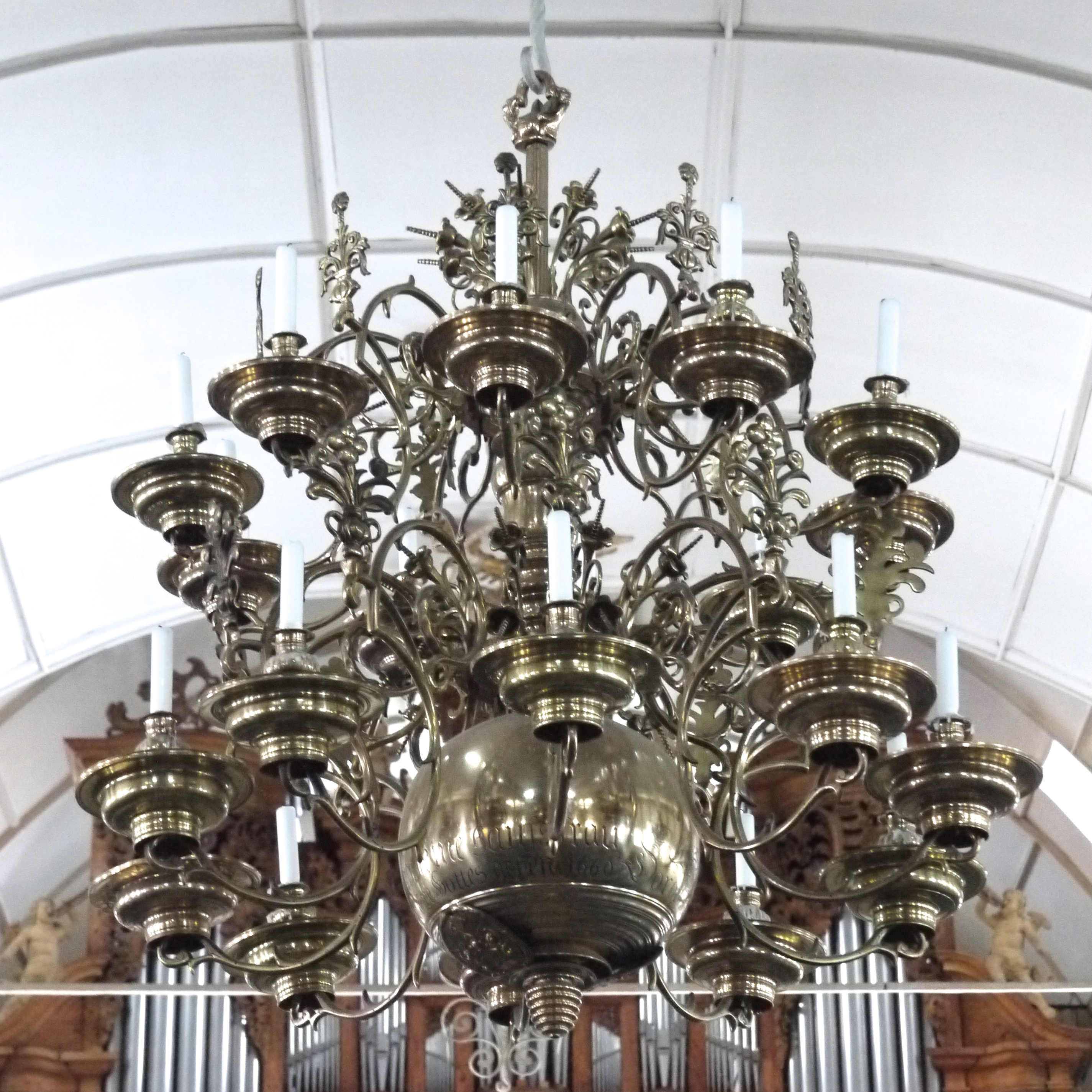
Großer Kronleuchter

Der große Kronleuchter in der Mitte des Kirchenschiffs wurde der Kirche 1660 von Georg Illing, einem Enkel des gleichnamigen Stifters der Altartafel, und seiner Ehefrau Dorothea Elisabeth, geb. Mecke, geschenkt. Er stellt einen brennenden Dornbusch dar, als oberer Abschluss dient eine Dornenkrone. Ein etwas kleinerer Kronleuchter hängt vor dem Altarraum, dieser wurde in den 1720er Jahren gestiftet.

### Grabstellen
In der Kirche waren ursprünglich zahlreiche hohe Amtsträger beigesetzt worden, an die im Mittelschiff verlegte Grabplatten erinnerten. Als 1780 auch in diesem Bereich Sitzplätze geschaffen werden sollten, wurden einige der Grabplatten hinter den Altar verlegt. Davon sind heute noch vorhanden (von links nach rechts): Superintendent Johann Friedrich Mecke († 1694), Elisabeth Krukenberg geb. Harbort († 1646), Oberbergmeister Erhard Drechsler († 1669), Pochschreiber Heinrich Rudolf Lunde († 1666), Dorothea Elisabeth Illing geb. Mecke († 1660), Bergfaktor Georg Illing († 1677), Rudolf Lunde († 1662), Christian Ludwig Lunde († 1664), Oberbergmeister Georg Illing († 1644), Oberbergmeister Caspar Illing († 1659), Lucia Illing geb. Tolle († 1655) und Richter Jobst Tolle († 1652).